# Chrząszcze Polski
Chrząszcze Polski, koleopterofauna Polski – ogół taksonów chrząszczy, które występują na terytorium współczesnej Polski. Katalog Fauna Polski – charakterystyka i wykaz gatunków z 2004 roku stwierdzał występowanie w Polsce około 6200 gatunków tych owadów. „Wykaz Chrząszczy Polski ON-Line” z 2014 zawiera 7011 gatunków wykazywanych z tego kraju, z czego przynależność do fauny Polski potwierdza dla 6165 gatunków, a pozostałe traktuje jako wykazane błędnie. Gatunki należące do koleopterofauny Polski reprezentują 3 podrzędy i, w zależności od ujęcia systematycznego, 110–115 rodzin.

## Myxophaga

### Gałeczkowate(Sphaeriusidae)
W Polsce stwierdzono tylko jeden gatunek:
- Sphaerius acaroides

## Chrząszcze drapieżne(Adephaga)
W Polsce stwierdzono 712 gatunków, w tym 532 biegaczowatych i 143 pływakowatych.

## Chrząszcze wielożerne(Polyphaga)

### Aderidae
W Polsce stwierdzono 7 gatunków:
- Aderus populneus
- Anidorus nigrinus
- Euglenes oculatus
- Euglenes pygmaeus
- Phytobaenus amabilis amabilis
- Pseudanidorus pentatomus
- Vanonus brevicornis brevicornis

### Agyrtidae
W Polsce stwierdzono 4 gatunki:
- Agyrtes bicolor
- Agyrtes castaneus
- Necrophilus subterraneus
- Pteroloma forsstromii

### Alexiidae
W Polsce stwierdzono 6 gatunków:
- Sphaerosoma carpathicum
- Sphaerosoma globosum
- Sphaerosoma pilosum
- Sphaerosoma punctatum punctatum
- Sphaerosoma punctatum tatricum
- Sphaerosoma reitteri

### Balinkowate(Scydmaenidae)
W Polsce stwierdzono 42 gatunki:

- Cephennium carnicum
- Cephennium carpathicum
- Cephennium majus
- Cephennium ruthenum
- Cephennium slovenicum
- Cephennium thoracicum
- Euconnus claviger
- Euconnus denticornis
- Euconnus fimetarius
- Euconnus hirticollis
- Euconnus maeklinii
- Euconnus pragensis
- Euconnus pubicollis
- Euconnus rutilipennis
- Euconnus wetterhallii
- Eutheia linearis
- Eutheia plicata
- Eutheia scydmaenoides
- Euthiconus conicicollis
- Microscydmus minimus
- Microscydmus nanus
- Neuraphes angulatus
- Neuraphes carinatus
- Neuraphes coronatus
- Neuraphes elongatulus
- Neuraphes imitator
- Neuraphes parallelus
- Neuraphes plicicollis
- Neuraphes rubicundus
- Neuraphes talparum
- Scydmaenus hellwigii
- Scydmaenus perrisi
- Scydmaenus rufus
- Scydmaenus tarsatus
- Scydmoraphes helvolus
- Scydmoraphes minutus
- Stenichnus bicolor
- Stenichnus collaris
- Stenichnus godarti
- Stenichnus pelliceus
- Stenichnus pusillus
- Stenichnus scutellaris

### Bathysciidae
W Polsce stwierdzono 1 gatunek:
- Speonomus normandi hydrophilus

### Bęblikowate(Malachiidae)
W Polsce stwierdzono 31 gatunków:
- Anthocomus equestris – przerwiec przydomowy
- Anthocomus fasciatus – przerwiec krasnoplamek
- Anthocomus rufus – przerwiec biedronkowaty
- Apalochrus femoralis
- Attalus analis
- Axinotarsus marginalis
- Axinotarsus pulicarius – wysuwek czarnonogi
- Axinotarsus ruficollis – wysuwek barwny
- Cerapheles terminatus
- Charopus concolor
- Charopus flavipes
- Clanoptilus affinis
- Clanoptilus elegans
- Clanoptilus geniculatus
- Clanoptilus marginellus
- Clanoptilus spinipennis
- Clanoptilus spinosus
- Clanoptilus strangulatus
- Cordylepherus viridis
- Ebaeus appendiculatus
- Ebaeus flavicornis
- Ebaeus pedicularius
- Ebaeus thoracicus
- Hypebaeus flavipes
- Malachius aeneus – bęblik strojny
- Malachius bipustulatus – bęblik dwuplamek
- Malachius rubidus
- Malachius scutellaris
- Nepachys cardiacae
- Troglops albicans
- Troglops cephalotes

### Biedronkowate(Coccinellidae)
W Polsce stwierdzono 75 gatunków:

- Adalia bipunctata – biedronka dwukropka
- Adalia conglomerata
- Adalia decempunctata – biedronka dziesięciokropka
- Anatis ocellata – biedronka oczatka
- Anisosticta novemdecimpunctata – trzcinówka
- Aphidecta obliterata – reszka
- Calvia decemguttata – gielas dziesięcioplamek
- Calvia quatuordecimguttata – gielas czternastoplamek
- Calvia quindecimguttata
- Ceratomegilla alpina redtenbacheri – biedronka alpejska
- Ceratomegilla notata – biedronka pokrzywianka
- Ceratomegilla undecimnotata
- Chilocorus bipustulatus – okrajka dwuplamka
- Chilocorus renipustulatus – okrajka okrągłoplamka
- Clitostethus arcuatus
- Coccidula rufa – mnożyca rdzawa
- Coccidula scutellata – mnożyca szuwarówka
- Coccinella hieroglyphica – biedronka hieroglifka
- Coccinella magnifica – biedronka wielkokropka
- Coccinella quinquepunctata – biedronka pięciokropka
- Coccinella saucerottii
- Coccinella septempunctata – biedronka siedmiokropka
- Coccinella undecimpunctata
- Coccinula quatuordecimpustulata – biedroneczka łąkowa
- Cynegetis impunctata
- Exochomus quadripustulatus – gałecznik czteroplamek
- Halyzia sedecimguttata – pokropka wysączka
- Harmonia axyridis – biedronka azjatycka
- Harmonia quadripunctata
- Hippodamia septemmaculata – czerwonka jedenastokropka
- Hippodamia tredecimpunctata – czerwonka trzynastokropka
- Hippodamia variegata – czerwonka baldaszkówka
- Hyperaspis campestris – podbierka przyleśna
- Hyperaspis concolor – podbierka czerwcówka
- Hyperaspis erythrocephala
- Hyperaspis femorata
- Hyperaspis pseudopustulata – podbierka szuwarówka
- Hyperaspis reppensis
- Myrrha octodecimguttata – mirra sosnówka
- Myzia oblongoguttata – biedronka bledniczka
- Nephus bipunctatus
- Nephus quadrimaculatus
- Nephus redtenbacheri – skulik zielarz
- Novius cruentatus
- Oenopia conglobata – wrzeciążeczka barwna
- Oenopia impustulata – wrzeciążeczka atłasowa
- Parexochomus nigromaculatus – gałecznik wrzosowiskowy
- Platynaspis luteorubra – roszerka broszkówka
- Propylea quatuordecimpunctata – wrzeciążka
- Psyllobora vigintiduopunctata – biedronka mączniakówka
- Rhyzobius chrysomeloides
- Rhyzobius litura
- Scymnus abietis – skulik świerkowiec
- Scymnus apetzi
- Scymnus ater
- Scymnus auritus – skulik dębownik
- Scymnus doriae
- Scymnus femoralis
- Scymnus ferrugatus – skulik rdzawogłowy
- Scymnus frontalis – skulik łąkowiec
- Scymnus haemorrhoidalis – skulik omszony
- Scymnus impexus – skulik rozczochrany
- Scymnus interruptus – skulik liściowiec
- Scymnus limbatus
- Scymnus nigrinus
- Scymnus rubromaculatus
- Scymnus schmidti
- Scymnus silesiacus
- Scymnus suffrianioides apetzoides
- Scymnus suturalis – skulik sosnowiec
- Sospita vigintiguttata – dołęga
- Stethorus pusillus – skulik przędziorkowiec
- Subcoccinella vigintiquatuorpunctata – owełnica lucernianka
- Tytthaspis sedecimpunctata
- Vibidia duodecimguttata – biedronka dwunastokropka

### Biphyllidae
W Polsce stwierdzono gatunki:
- Biphyllus lunatus
- Diplocoelus fagi

### Bogatkowate(Buprestidae)
W Polsce stwierdzono 88 gatunków:

- Acmaeodera degener degener
- Agrilus angustulus – opiętek zwężony
- Agrilus ater – opiętek czarny
- Agrilus auricollis
- Agrilus betuleti
- Agrilus biguttatus – opiętek dwuplamy
- Agrilus convexicollis
- Agrilus croaticus
- Agrilus cuprescens – opiętek malinowiec
- Agrilus cyanescens – opiętek niebieskawy
- Agrilus delphinensis
- Agrilus derasofasciatus – opiętek winoroślowiec
- Agrilus graminis – opiętek sztafirowany
- Agrilus guerini
- Agrilus hyperici – opiętek dziurawcowiec
- Agrilus integerrimus – opiętek wawrzynkowiec
- Agrilus laticornis – opiętek gruborogi
- Agrilus mendax
- Agrilus nicolanus[14]
- Agrilus obscuricollis – opiętek karłowaty
- Agrilus olivicolor – opiętek grądowiec
- Agrilus pratensis – opiętek topolowiec
- Agrilus pseudocyaneus – opiętek białowieski
- Agrilus ribesi – opiętek porzeczkowy
- Agrilus salicis
- Agrilus sinuatus – opiętek gruszowiec
- Agrilus subauratus – opiętek złotawy
- Agrilus sulcicollis – opiętek bruzdkowany
- Agrilus suvorovi – opiętek osikowiec
- Agrilus viridis – opiętek zielony
- Anthaxia chevrieri
- Anthaxia cichorii
- Anthaxia fulgurans – kwietniczek dereniowiec
- Anthaxia helvetica
- Anthaxia manca – kwietniczek wiązowiec
- Anthaxia millefolii – kwietniczek zieleniejący
- Anthaxia morio – kwietniczek podobny
- Anthaxia nigritula
- Anthaxia nigrojubata
- Anthaxia nitidula – kwietniczek dwojaczek
- Anthaxia podolica – kwietniczek podolski
- Anthaxia quadripunctata – kwietniczek czterokropek
- Anthaxia salicis – kwietniczek wierzbowiec
- Anthaxia semicuprea
- Anthaxia senicula
- Anthaxia sepulchralis – kwietniczek czarniaczek
- Anthaxia signaticollis
- Aphanisticus emarginatus
- Aphanisticus pusillus
- Buprestis haemorrhoidalis – bogatek spiżowy
- Buprestis novemmaculata – bogatek dziewięciopunktowy
- Buprestis octoguttata – bogatek ośmioplamkowy
- Buprestis rustica – bogatek borowy
- Buprestis splendens – bogatek wspaniały
- Chalcophora mariana – miedziak sosnowiec
- Chrysobothris affinis – zrąbień dębowiec
- Chrysobothris chrysostigma – zrąbień świerkowy
- Chrysobothris igniventris – zrąbień sosnowiec
- Chrysobothris solieri – zrąbień mniejszy
- Coraebus elatus elatus
- Coraebus rubi
- Coraebus undatus
- Cylindromorphus filum
- Dicerca aenea
- Dicerca alni – poraj olchowiec
- Dicerca berolinensis – poraj bukowiec
- Dicerca furcata
- Dicerca herbstii – poraj jodłowiec
- Dicerca moesta – poraj sosnowiec
- Eurythyrea austriaca – pysznik jodłowy
- Eurythyrea quercus – pysznik dębowy
- Habroloma nanum
- Lamprodila decipiens – chlubek wierzbowiec
- Lamprodila mirifica – chlubek wiązowiec
- Lamprodila rutilans – chlubek lipowiec
- Melanophila acuminata – ciemnik czarny
- Phaenops cyanea – przypłaszczek granatek
- Phaenops formaneki – przypłaszczek Formanka
- Phaenops knoteki
- Poecilonota variolosa – chlubek osikowiec
- Ptosima undecimmaculata
- Sphenoptera substriata
- Trachypteris picta decostigma
- Trachys fragariae – pozornik poziomkowiec
- Trachys minuta – pozornik malutki
- Trachys problematicus
- Trachys scrobiculata – pozornik nagi
- Trachys troglodytes – pozornik świerzbnicowiec
- Trachys troglodytiformis – pozornik ślazowiec

### Cerophytidae
W Polsce stwierdzono 1 gatunek:
- Cerophytum elateroides

### Cerylonidae
W Polsce stwierdzono 7 gatunków:
- Cerylon bescidicum
- Cerylon deplanatum
- Cerylon fagi
- Cerylon ferrugineum
- Cerylon histeroides
- Cerylon impressum
- Philothermus evanescens

### Corylophidae
W Polsce stwierdzono 17 gatunków:
- Arthrolips nana
- Arthrolips obscura
- Arthrolips picea
- Clypastraea brunnea
- Clypastraea pusilla
- Clypastraea reitteri
- Corylophus cassidoides
- Orthoperus atomarius
- Orthoperus atomus
- Orthoperus brunnipes
- Orthoperus corticalis
- Orthoperus nigrescens
- Orthoperus nikitskyi
- Orthoperus pilosiusculus
- Orthoperus punctatus
- Orthoperus rogeri
- Sericoderus lateralis

### Czarnuchowate(Tenebrionidae)
W Polsce stwierdzono 91 gatunków:

- Allecula morio – cisawka żałobna
- Allecula rhenana
- Alphitobius diaperinus – pleśniakowiec lśniący
- Alphitobius laevigatus
- Alphitophagus bifasciatus
- Bius thoracicus
- Blaps halophila
- Blaps lethifera
- Blaps mortisaga – pokątnik złowieszczek
- Blaps mucronata
- Bolitophagus interruptus
- Bolitophagus reticulatus
- Centorus elongatus
- Corticeus bicolor – korosz dwubarwny
- Corticeus bicoloroides
- Corticeus fasciatus – korosz dębowy
- Corticeus fraxini – korosz ćwieczakowaty
- Corticeus linearis
- Corticeus longulus – korosz kornikowiec
- Corticeus pini – korosz sosnowy
- Corticeus suberis
- Corticeus suturalis
- Corticeus unicolor – korosz jednobarwny
- Corticeus versipellis
- Cryphaeus cornutus
- Crypticus quisquilius – zamroczek gładki
- Cteniopus sulphureus – grzebyczak żółtawy
- Cteniopus sulphuripes
- Diaperis boleti – borzewka
- Eledona agricola – nigrzybka urzeźbiona
- Eledonoprius armatus
- Gnaptor spinimanus – marchołt
- Gnatocerus cornutus – rogatek spichrzowy
- Gonocephalum granulatum pusillum
- Gonodera luperus – leputa podleśna
- Hymenalia rufipes
- Hymenophorus doublieri
- Isomira icteropa
- Isomira murina – myszak zmienny
- Laena reitteri
- Lagria atripes – omięk baryłkarz
- Lagria hirta – omięk powolny
- Latheticus oryzae – czarnuch ryżowiec
- Melanimon tibialis – mrzygłodek czarnuch
- Menephilus cylindricus
- Mycetochara axillaris
- Mycetochara flavipes – grzybomirek żółtoplam
- Mycetochara humeralis
- Mycetochara maura – grzybomirek pospolity
- Mycetochara obscura
- Mycetochara pygmaea
- Mycetochara roubali
- Myrmechixenus subterraneus
- Myrmechixenus vaporariorum
- Nalassus convexus – szczeliniak obrzeżony
- Nalassus dermestoides – szczeliniak biegaczowaty
- Nalassus laevioctostriatus – szczeliniak lśniący
- Neatus picipes
- Neomida haemorrhoidalis – głoworożek hubiak
- Omophlus lividipes
- Omophlus pubescens
- Oodescelis melas
- Oodescelis polita
- Opatrum riparium
- Opatrum sabulosum – omrzel piaskowy
- Palorus depressus
- Palorus ratzeburgii – otrębowiec ślepawy
- Palorus subdepressus
- Pedinus femoralis – zatępka polna
- Pentaphyllus chrysomeloides
- Pentaphyllus testaceus
- Phaleria cadaverina
- Phylan gibbus
- Platydema dejeanii – zaklęsek dwurożek
- Platydema violacea – zaklęsek błyszczący
- Podonta nigrita – zębonóżka
- Prionychus ater – drzeworodek czarny
- Prionychus melanarius – drzeworodek próchniczak
- Pseudocistela ceramboides – wyruta karmazynowa
- Scaphidema metallica – łodziowiec metaliczny
- Stenomax aeneus – mroczek ogoniasty
- Tenebrio molitor – mącznik młynarek
- Tenebrio obscurus – mącznik ciemny
- Tenebrio opacus – mącznik próchniarek
- Tribolium castaneum – trojszyk gryzący
- Tribolium confusum – trojszyk ulec
- Tribolium destructor – trojszyk większy
- Tribolium madens – trojszyk ciemny
- Uloma culinaris – ćwieczak obrzeżony, czarnuch kuchenny
- Uloma rufa – ćwieczak rdzawy
- Upis ceramboides

### Czerwikowate(Ciidae)
W Polsce stwierdzono 44 gatunki:

- Cis bidentatus
- Cis boleti – czerwik żagwiowy
- Cis castaneus
- Cis comptus
- Cis dentatus
- Cis fagi
- Cis festivus
- Cis fissicollis
- Cis fissicornis
- Cis fusciclavis
- Cis glabratus
- Cis hanseni
- Cis jacquemartii
- Cis laminatus
- Cis lineatocribratus
- Cis micans
- Cis punctulatus
- Cis pygmaeus pygmaeus
- Cis quadridens
- Cis rugulosus
- Cis striatulus
- Cis submicans
- Cis vestitus
- Cis villosulus
- Diphyllocis opaculus
- Dolichocis laricinus
- Ennearthron cornutum
- Ennearthron palmi
- Ennearthron pruinosulum
- Hadraule elongatula
- Octotemnus glabriculus
- Octotemnus mandibularis
- Orthocis alni
- Orthocis linearis
- Orthocis lucasi
- Orthocis pseudolinearis
- Ropalodontus baudueri
- Ropalodontus perforatus
- Ropalodontus strandi
- Sulcacis bidentulus
- Sulcacis fronticornis
- Sulcacis nitidus
- Wagaicis wagae
- Xylographus bostrichoides

### Dasytidae
W Polsce stwierdzono 22 gatunki:

- Aplocnemus impressus
- Aplocnemus nigricornis nigricornis
- Aplocnemus tarsalis
- Aplocnemus virens virens
- Danacea morosa
- Danacea nigritarsis nigritarsis
- Danacea pallipes
- Dasytes aeratus
- Dasytes alpigradus
- Dasytes caeruleus – rościsz granaciak
- Dasytes fusculus
- Dasytes niger
- Dasytes nigrocyaneus
- Dasytes obscurus
- Dasytes plumbeus – rościsz gałązkowiec
- Dasytes subaeneus
- Dasytes virens
- Dolichosoma lineare
- Enicopus pilosus
- Psilothrix viridicoerulea
- Trichoceble floralis
- Trichoceble memnonia

### Derodontidae
W Polsce stwierdzono 2 gatunki:
- Derodontus macularis
- Laricobius erichsoni

### Drwionkowate(Lymexylidae)
W Polsce stwierdzono 3 gatunki:
- Elateroides dermestoides
- Elateroides flabellicornis
- Lymexylon navale – drwionek okrętowiec

### Dryophthoridae
W Polsce stwierdzono 8 gatunków:
- Dryophthorus corticalis
- Sitophilus granarius – wołek zbożowy
- Sitophilus linearis
- Sitophilus oryzae – wołek ryżowy
- Sitophilus zeamais – wołek kukurydzowy
- Sphenophorus abbreviatus
- Sphenophorus piceus
- Sphenophorus striatopunctatus

### Dzierożnicowate(Dryopidae)
W Polsce stwierdzono 12 gatunków:
- Dryops anglicanus
- Dryops auriculatus – dzierożnica nadwodna
- Dryops ernesti
- Dryops griseus
- Dryops luridus
- Dryops lutulentus
- Dryops nitidulus
- Dryops similaris
- Dryops striatellus
- Dryops striatopunctatus
- Dryops viennensis
- Pomatinus substriatus

### Endecatomidae
W Polsce stwierdzono 1 gatunek:
- Endecatomus reticulatus

### Erirhinidae
W Polsce stwierdzono 16 gatunków:
- Grypus brunnirostris
- Grypus equiseti
- Notaris acridulus acridulus
- Notaris aethiops
- Notaris aterrima
- Notaris maerkeli
- Notaris scirpi
- Procas picipes picipes
- Tanysphyrus ater
- Tanysphyrus lemnae
- Thryogenes festucae
- Thryogenes fiorii
- Thryogenes nereis
- Thryogenes scirrhosus
- Tournotaris bimaculata
- Tournotaris granulipennis

### Eucinetidae
W Polsce stwierdzono 2 gatunki:
- Eucinetus haemorrhoidalis
- Nycteus hopffgarteni hopffgarteni

### Glaresidae
W Polsce stwierdzono 1 gatunek:
- Glaresis rufa

### Gnilikowate(Histeridae)
W Polsce stwierdzono 82 gatunki:

- Abraeus granulum
- Abraeus parvulus
- Abraeus perpusillus
- Acritus homoeopathicus
- Acritus hopffgarteni
- Acritus minutus
- Acritus nigricornis
- Aeletes atomarius
- Atholus bimaculatus
- Atholus corvinus
- Atholus duodecimstriatus
- Atholus duodecimstriatus
- Atholus praetermissus
- Carcinops pumilio
- Chetabraeus globulus
- Chalcionellus decemstriatus
- Dendrophilus punctatus
- Dendrophilus pygmaeus
- Eblisia minor
- Gnathoncus buyssoni
- Gnathoncus communis
- Gnathoncus nannetensis
- Gnathoncus nidorum
- Gnathoncus rotundatus
- Hetaerius ferrugineus – czworoboczek
- Hister bissexstriatus
- Hister funestus
- Hister helluo
- Hister illigeri – gnilik czerwonoplamy
- Hister quadrimaculatus – gnilik czteroplamy
- Hister quadrinotatus
- Hister sepulchralis
- Hister unicolor
- Hololepta plana – skrócik
- Hypocacculus rubripes
- Hypocacculus rufipes
- Hypocaccus metallicus
- Hypocaccus rugiceps
- Hypocaccus rugifrons rugifrons
- Hypocaccus specularis
- Margarinotus bipustulatus
- Margarinotus brunneus – gnilik czarny
- Margarinotus carbonarius
- Margarinotus ignobilis
- Margarinotus marginatus
- Margarinotus merdarius
- Margarinotus neglectus
- Margarinotus obscurus
- Margarinotus punctiventer
- Margarinotus purpurascens
- Margarinotus ruficornis
- Margarinotus striola succicola
- Margarinotus terricola
- Margarinotus ventralis
- Myrmetes paykulli
- Onthophilus punctatus
- Onthophilus striatus
- Paromalus flavicornis
- Paromalus parallelepipedus
- Platylomalus complanatus
- Platysoma angustatum
- Platysoma compressum – pełcik
- Platysoma deplanatum
- Platysoma elongatum
- Platysoma lineare
- Plegaderus caesus
- Plegaderus discisus
- Plegaderus dissectus
- Plegaderus saucius
- Plegaderus vulneratus
- Saprinus aeneus
- Saprinus georgicus
- Saprinus immundus
- Saprinus lautus
- Saprinus planiusculus
- Saprinus rugifer
- Saprinus semistriatus – pruśnica pospolita
- Saprinus subnitescens
- Saprinus tenuistrius sparsutus
- Saprinus virescens
- Satrapes sartorii
- Teretrius fabricii

### Gnojarzowate(Geotrupidae)
W Polsce stwierdzono 7 gatunków:
- Anoplotrupes stercorosus – żuk leśny
- Geotrupes mutator – żuk zmienny
- Geotrupes spiniger – żuk pastwiskowy
- Geotrupes stercorarius – żuk gnojowy
- Lethrus apterus – krawiec głowacz
- Trypocopris vernalis – żuk wiosenny
- Typhaeus typhoeus – bycznik

### Goleńczykowate(Eucnemidae)
W Polsce stwierdzono 20 gatunków:

- Clypeorhagus clypeatus
- Dirrhagofarsus attenuatus – goleńczyk szczupły
- Dromaeolus barnabita
- Eucnemis capucina
- Hylis cariniceps
- Hylis foveicollis
- Hylis olexai
- Hylis procerulus
- Hylochares cruentatus
- Isorhipis marmottani
- Isorhipis melasoides
- Melasis buprestoides – gwozdnik bogatkowaty
- Microrhagus emyi
- Microrhagus lepidus
- Microrhagus pygmaeus
- Nematodes filum
- Otho sphondyloides
- Rhacopus sahlbergi
- Xylophilus corticalis
- Xylophilus testaceus

### Grzybinkowate(Leiodidae)
W Polsce stwierdzono 142 gatunki:

- Agaricophagus cephalotes
- Agathidium arcticum
- Agathidium atrum
- Agathidium badium
- Agathidium bescidicum
- Agathidium bohemicum
- Agathidium brisouti
- Agathidium confusum
- Agathidium convexum
- Agathidium discoideum
- Agathidium haemorrhoum
- Agathidium laevigatum
- Agathidium mandibulare
- Agathidium marginatum
- Agathidium nigrinum
- Agathidium nigripenne
- Agathidium nudum
- Agathidium pisanum
- Agathidium plagiatum
- Agathidium rotundatum
- Agathidium seminulum
- Agathidium varians
- Amphicyllis globiformis
- Amphicyllis globus
- Anemadus strigosus
- Anisotoma axillaris
- Anisotoma castanea
- Anisotoma glabra
- Anisotoma humeralis – różnostawek barkoplamy
- Anisotoma orbicularis
- Apocatops nigrita
- Catops chrysomeloides – zyzek złotkowaty
- Catops coracinus
- Catops fuliginosus
- Catops fuscus
- Catops grandicollis
- Catops kirbyi
- Catops longulus
- Catops morio
- Catops neglectus
- Catops nigricans
- Catops nigriclavis
- Catops picipes
- Catops subfuscus
- Catops tristis
  - Catops tristis infernus
  - Catops tristis tristis
- Catops ventricosus rotundatus
- Choleva agilis
- Choleva angustata
- Choleva cisteloides
- Choleva elongata
- Choleva fagniezi
- Choleva glauca
- Choleva jeanneli
- Choleva lederiana gracilenta
- Choleva nivalis
- Choleva oblonga
- Choleva paskoviensis
- Choleva pozi
- Choleva reitteri
- Choleva spadicea
- Choleva sturmii
- Colenis immunda
- Colon affine
- Colon angulare
- Colon appendiculatum
- Colon armipes
- Colon barnevillei
- Colon bidentatum
- Colon brunneum – wyrwik brunatny
- Colon calcaratum
- Colon clavigerum
- Colon delarouzei
- Colon dentipes
- Colon fuscicorne
- Colon latum
- Colon murinum
- Colon puncticolle
- Colon rufescens
- Colon serripes
- Colon viennense
- Colon zebei
- Cyrtusa subtestacea
- Dreposcia umbrina
- Fissocatops westi
- Hydnobius latifrons
- Hydnobius multistriatus
- Hydnobius punctatus
- Hydnobius spinipes
- Leiodes badia
- Leiodes bicolor
- Leiodes brandisi
- Leiodes brunnea
- Leiodes calcarata
- Leiodes carpathica
- Leiodes ciliaris
- Leiodes cinnamomea
- Leiodes dubia
- Leiodes ferruginea
- Leiodes flavescens
- Leiodes flavicornis
- Leiodes furva
- Leiodes gyllenhalii
- Leiodes hybrida
- Leiodes longipes
- Leiodes lucens
- Leiodes macropus
- Leiodes nigrita
- Leiodes nitida
- Leiodes nitidula
- Leiodes obesa
- Leiodes oblonga
- Leiodes pallens
- Leiodes picea
- Leiodes rhaetica
- Leiodes rotundata
- Leiodes rubiginosa
- Leiodes rufipennis
- Leiodes rugosa
- Leiodes silesiaca
- Leiodes strigipennis
- Leiodes triepkei
- Leptinus testaceus
- Liocyrtusa minuta
- Liocyrtusa vittata
- Liodopria serricornis
- Nargus anisotomoides
- Nargus badius
- Nargus brunneus
- Nargus velox
- Nargus wilkini
- Nemadus colonoides
- Platypsyllus castoris
- Ptomaphagus sericatus
- Ptomaphagus subvillosus
- Ptomaphagus varicornis
- Sciodrepoides alpestris
- Sciodrepoides fumatus
- Sciodrepoides watsoni
- Sogda suturalis
- Triarthron maerkelii
- Zeadolopus latipes

### Grzybolcowate(Bolboceratidae)
W Polsce stwierdzono 2 gatunki:
- Bolbelasmus unicornis – truflowiec jednorożek
- Odonteus armiger – bawolec grzybojad

### Gwozdnikowate(Zopheridae)
W Polsce stwierdzono 17 gatunków:
- Aulonium trisulcum
- Bitoma crenata – odrzewek
- Colobicus hirtus
- Colydium elongatum – zagwozdnik podkorowy
- Colydium filiforme – zagwozdnik nitkowaty
- Coxelus pictus
- Diodesma subterranea
- Lasconotus jelskii
- Orthocerus clavicornis
- Orthocerus crassicornis
- Pycnomerus terebrans
- Rhopalocerus rondanii
- Synchita humeralis
- Synchita mediolanensis
- Synchita separanda
- Synchita undata
- Synchita variegata

### Hydraenidae
W Polsce stwierdzono 48 gatunków:

- Aulacochthebius narentinus
- Hydraena assimilis
- Hydraena belgica
- Hydraena britteni
- Hydraena dentipes
- Hydraena excisa
- Hydraena gracilis gracilis
- Hydraena hungarica
- Hydraena melas
- Hydraena minutissima
- Hydraena morio
- Hydraena nigrita
- Hydraena palustris
- Hydraena polita
- Hydraena pulchella
- Hydraena pygmaea pygmaea
- Hydraena reyi
- Hydraena riparia
- Hydraena rufipes
- Hydraena saga
- Hydraena schuleri
- Hydraena truncata truncata
- Limnebius aluta
- Limnebius atomus
- Limnebius crinifer
- Limnebius furcatus
- Limnebius myrmidon
- Limnebius nitidus
- Limnebius papposus
- Limnebius parvulus
- Limnebius truncatellus
- Ochthebius bicolon
- Ochthebius czwalinae
- Ochthebius dilatatus
- Ochthebius exsculptus
- Ochthebius flavipes
- Ochthebius foveolatus
- Ochthebius gibbosus
- Ochthebius hungaricus
- Ochthebius lividipennis
- Ochthebius marinus
- Ochthebius melanescens
- Ochthebius meridionalis
- Ochthebius metallescens
- Ochthebius minimus
- Ochthebius pusillus
- Ochthebius sidanus
- Ochthebius viridis

### Jelonkowate(Lucanidae)
W Polsce stwierdzono 7 gatunków:
- Aesalus scarabaeoides – dębosz żukowaty
- Ceruchus chrysomelinus – wynurt lśniący
- Dorcus parallelipipedus – ciołek matowy
- Lucanus cervus – jelonek rogacz
- Platycerus caprea – zakliniec wiosenny
- Platycerus caraboides – zakliniec mniejszy
- Sinodendron cylindricum – kostrzeń baryłkowaty

### Kałużnicowate(Hydrophilidae)
W Polsce stwierdzono 77 gatunków:

- Anacaena bipustulata
- Anacaena globulus – wodnik górskostawowiec
- Anacaena limbata – wodnik czarnek
- Anacaena lutescens
- Berosus frontifoveatus
- Berosus geminus
- Berosus luridus
- Berosus signaticollis
- Berosus spinosus
- Cercyon analis
- Cercyon bifenestratus – wagisz półbrzeżek
- Cercyon castaneipennis
- Cercyon convexiusculus
- Cercyon granarius
- Cercyon haemorrhoidalis
- Cercyon impressus
- Cercyon laminatus – wagisz japoński
- Cercyon lateralis
- Cercyon littoralis
- Cercyon marinus
- Cercyon melanocephalus
- Cercyon nigriceps
- Cercyon obsoletus
- Cercyon pygmaeus
- Cercyon quisquilius
- Cercyon sternalis
- Cercyon terminatus
- Cercyon tristis
- Cercyon unipunctatus – wagisz zmiennoplamik
- Cercyon ustulatus – wagisz nadrzeczny
- Chaetarthria seminulum
- Coelostoma orbiculare
- Crenitis punctatostriata
- Cryptopleurum crenatum
- Cryptopleurum minutum
- Cryptopleurum subtile
- Cymbiodyta marginella
- Enochrus affinis
- Enochrus bicolor
- Enochrus coarctatus
- Enochrus fuscipennis
- Enochrus halophilus
- Enochrus hamifer
- Enochrus melanocephalus – wodolubek żółty
- Enochrus nigritus
- Enochrus ochropterus
- Enochrus quadripunctatus
- Enochrus testaceus
- Helochares lividus
- Helochares obscurus – moczydlinek błyszczący
- Helochares punctatus
- Hydrobius fuscipes – wywłoka rdzaworoga
- Hydrochara caraboides – kałużnik biegaczowaty
- Hydrochara flavipes – kałużnik żółtonogi
- Hydrophilus aterrimus – kałużnica czarna
- Hydrophilus piceus – kałużnica czarnozielona
- Laccobius albipes
- Laccobius alternus
- Laccobius atrocephalus
- Laccobius bipunctatus
- Laccobius cinereus
- Laccobius colon
- Laccobius gracilis
- Laccobius minutus – wodnik mały
- Laccobius obscuratus
- Laccobius simulatrix
- Laccobius sinuatus
- Laccobius striatulus
- Laccobius ytenensis
- Limnoxenus niger
- Megasternum concinnum
- Paracymus aeneus
- Sphaeridium bipustulatum
- Sphaeridium lunatum – gomolatka księżycówka
- Sphaeridium marginatum
- Sphaeridium scarabaeoides – gomolatka żukowata
- Sphaeridium substriatum

### Kapturnikowate(Bostrichidae)
W Polsce stwierdzono 9 gatunków:
- Bostrichus capucinus – kapturnik kapucynek
- Lichenophanes varius
- Lyctus linearis
- Lyctus pubescens
- Rhyzopertha dominica – kapturnik zbożowiec
- Sinoxylon perforans
- Stephanopachys linearis
- Stephanopachys substriatus
- Xylopertha retusa

### Karmazynkowate(Lycidae)
W Polsce stwierdzono 9 gatunków:
- Benibotarus taygetanus
- Dictyoptera aurora
- Erotides cosnardi
- Lopheros lineatus
- Lopheros rubens
- Lygistopterus sanguineus
- Platycis minuta
- Pyropterus nigroruber – ogniokryw czarnoczerwony
- Xylobanellus erythropterus

### Kateretidae
W Polsce stwierdzono 11 gatunków:
- Brachypterolus antirrhini
- Brachypterolus linariae
- Brachypterolus pulicarius
- Brachypterus fulvipes
- Brachypterus glaber
- Brachypterus urticae
- Heterhelus scutellaris
- Heterhelus solani
- Kateretes pedicularius
- Kateretes pusillus
- Kateretes rufilabris

### Kistnikowate(Byturidae)
W Polsce stwierdzono 2 gatunki:
- Byturus ochraceus
- Byturus tomentosus – kistnik malinowiec

### Kobielatkowate(Anthribidae)
W Polsce stwierdzono 22 gatunki:

- Allandrus fuscipennis
- Allandrus undulatus
- Anthribus fasciatus
- Anthribus nebulosus – krótkostopek miechunowy
- Anthribus scapularis
- Araecerus fasciculatus
- Bruchela conformis
- Bruchela pygmaea
- Bruchela rufipes
- Bruchela suturalis
- Choragus horni
- Choragus sheppardi
- Dissoleucas niveirostris
- Gonotropis dorsalis
- Opanthribus tessellatus
- Phaeochrotes pudens
- Platyrhinus resinosus
- Platystomos albinus – kobielatka korowa
- Pseudeuparius sepicola
- Pseudochoragus piceus
- Rhaphitropis marchica
- Tropideres albirostris – otynczak białonosy

### Kołatkowate(Ptinidae)
W Polsce stwierdzono 87 gatunków:

- Anitys rubens
- Anobium punctatum – kołatek domowy
- Cacotemnus rufipes
- Cacotemnus thomsoni
- Caenocara affine
- Caenocara bovistae
- Caenocara subglobosum
- Dignomus irroratus
- Dignomus nitidus
- Dorcatoma chrysomelina
- Dorcatoma dresdensis
- Dorcatoma flavicornis
- Dorcatoma lomnickii
- Dorcatoma minor
- Dorcatoma punctulata
- Dorcatoma robusta
- Dorcatoma setosella
- Dorcatoma substriata
- Dryophilus anobioides
- Dryophilus longicollis
- Dryophilus pusillus
- Epauloecus unicolor
- Episernus granulatus
- Episernus striatellus
- Ernobius abietinus
- Ernobius abietis – stukacz świerkowiec
- Ernobius angusticollis
- Ernobius explanatus phobos
- Ernobius kiesenwetteri
- Ernobius longicornis
- Ernobius mollis mollis
- Ernobius mulsanti mulsanti
- Ernobius nigrinus – kołatek czarny
- Ernobius pini
- Gastrallus immarginatus
- Gastrallus laevigatus
- Gibbium psylloides
- Grynobius planus
- Hadrobregmus confusus
- Hadrobregmus denticollis
- Hadrobregmus pertinax – kołatek uparty
- Hedobia pubescens
- Hemicoelus canaliculatus
- Hemicoelus costatus
- Hemicoelus fulvicornis
- Hemicoelus rufipennis
- Hyperisus plumbeum
- Lasioderma redtenbacheri
- Lasioderma serricorne
- Mesocoelopus niger
- Microbregma emarginatum
- Niptus hololeucus – pustosz wypuklak
- Oligomerus brunneus
- Oligomerus ptilinoides
- Priobium carpini – krokwiowiec piłkorożny
- Pseudoptilinus fissicollis
- Ptilinus fuscus
- Ptilinus pectinicornis – wyschlik grzebykorożny
- Ptinomorphus imperialis – zamierek szarawy
- Ptinomorphus regalis
- Ptinus calcaratus
- Ptinus coarcticollis
- Ptinus dubius
- Ptinus fur – pustosz kradnik
- Ptinus latro
- Ptinus lichenum
- Ptinus pilosus
- Ptinus podolicus
- Ptinus raptor
- Ptinus rufipes
- Ptinus schlerethi
- Ptinus sexpunctatus
- Ptinus subpillosus
- Ptinus tectus
- Ptinus variegatus
- Ptinus villiger
- Stagetus borealis
- Stagetus byrrhoides
- Stagetus pilula
- Stegobium paniceum – żywiak chlebowiec
- Xestobium austriacum
- Xestobium rufovillosum – tykotek rudowłos
- Xyletinus ater
- Xyletinus fibyensis
- Xyletinus laticollis
- Xyletinus pectinatus
- Xyletinus planicollis

### Kózkowate(Cerambycidae)
W Polsce stwierdzono gatunki:

- Acanthocinus aedilis – tycz cieśla
- Acanthocinus griseus – tycz mniejszy
- Acanthocinus reticulatus – tycz jodłowy
- Acmaeops angusticollis – rozpylak zielonawy
- Acmaeops marginatus – rozpylak sosnowy
- Acmaeops septentrionis – rozpylak świerkowy
- Aegomorphus clavipes – rogatek pstry
- Aegomorphus francottei
- Aegomorphus obscurior – rogatek biebrzański
- Agapanthia cardui – zgrzytnica ostowa
- Agapanthia dahli
- Agapanthia intermedia
- Agapanthia villosoviridescens – zgrzytnica zielonawa, zgrzytnica zielonkawowłosa
- Agapanthia violacea – zgrzytnica fioletowa
- Akimerus schaefferi – dąbrowiec samotnik
- Alosterna ingrica – wiecheć białowieski
- Alosterna tabacicolor – wiecheć płowy
- Anaesthetis testacea – rypiak gałązkowiec
- Anaglyptus mysticus – cioch wzorzysty
- Anastrangalia dubia – zmorsznik jodłowy
- Anastrangalia reyi – zmorsznik północny
- Anastrangalia sanguinolenta – zmorsznik sosnowy
- Anisarthron barbipes – włochatek kasztaniak
- Anoplodera rufipes – zmorsznik rudonogi
- Anoplodera sexguttata – zmorsznik sześcioplamek
- Arhopalus ferus – wykarczak ciemny
- Arhopalus rusticus – wykarczak sosnowy
- Aromia moschata – wonnica piżmówka
- Asemum striatum – szczapówka sosnowa
- Axinopalpis gracilis – brdoń wysmukły
- Brachyta interrogationis – zgrubek zmienny
- Callidium aeneum – zagwoździk złocistozielony
- Callidium coriaceum – zagwoździk brunatny
- Callidium violaceum – zagwoździk fiołkowy
- Callimus angulatus – ciesuch zielony
- Carilia virginea – sichrawa górska
- Cerambyx cerdo – kozioróg dębosz
- Cerambyx scopolii – kozioróg bukowiec
- Chlorophorus figuratus – tryk południowy
- Chlorophorus herbsti – tryk zielony
- Chlorophorus sartor – tryk kasztanowy
- Chlorophorus varius – tryk żółty
- Clytus arietis – biegowiec osowaty
- Clytus lama – biegowiec świerkowy
- Clytus tropicus – biegowiec dębowy
- Cornumutila lineata – paskówka tatrzańska
- Cortodera femorata – ziemioródka skryta
- Cortodera holosericea
- Cortodera humeralis – ziemioródka dębowa
- Cortodera villosa
- Corymbia rubra – zmorsznik czerwony
- Corymbia variicornis – zmorsznik białowieski
- Cyrtoclytus capra – biegowiec klonowy
- Deilus fugax – sudliś żarnowcowy
- Dinoptera collaris – rozpylak zwyczajny
- Dorcadion fulvum – taraniec płowy
- Dorcadion holosericeum – taraniec jedwabisty
- Dorcadion krueperi
- Dorcadion scopoli – taraniec paskowany
- Echinocerus floralis – paśnik ziołowy
- Ergates faber – borodziej próchnik, borodziej cieśla
- Etorofus pubescens – strangalia omszona
- Evodinus borealis – zgrubek zawilcowy
- Evodinus clathratus – zgrubek górski
- Exocentrus adspersus –bierka dębowa
- Exocentrus lusitanus – bierka lipowa
- Exocentrus punctipennis – bierka wiązowa
- Exocentrus stierlini – bierka wierzbowa
- Gnathacmaeops pratensis – rozpylak syberyjski
- Gracilia minuta – wierzbówka mała
- Grammoptera abdominalis – kruszynka dębowa
- Grammoptera ruficornis – kruszynka rdzawoczułka
- Grammoptera ustulata – kruszynka złotawa
- Hylotrupes bajulus – spuszczel pospolity, spuszczel domowy
- Iberodorcadion fuliginator
- Isotomus speciosus – płotnik okazały
- Judolia sexmaculata – krępień szóstaczek
- Lamia textor – zgrzypik twardokrywka
- Leioderes kollari – dereniak klonowy
- Leiopus linnei – capoń bukowiec
- Leiopus nebulosus – capoń mglisty
- Leiopus punctulatus – capoń osikowy
- Leptura aethiops – zmorsznik ciemny
- Leptura annularis – zmorsznik podobny
- Leptura aurulenta – zmorsznik bukowy
- Leptura quadrifasciata – baldurek pręgowany
- Leptura thoracica – zmorsznik olbrzymi
- Lepturalia nigripes – zmorsznik brzozowy
- Lepturobosca virens – zmorsznik zielony
- Menesia bipunctata – kozinka kruszynowa
- Mesosa curculionoides – średzinka plamista
- Mesosa myops – średzinka syberyjska
- Mesosa nebulosa – średzinka mglista
- Molorchus marmottani – kurtek kusy
- Molorchus minor – kurtek mniejszy
- Molorchus kiesenwetteri – kurtek Kiesenwettera
- Molorchus schmidti
- Molorchus umbellatarum – kurtek mały
- Monochamus galloprovincialis – żerdzianka sosnówka
- Monochamus saltuarius – żerdzianka plamista
- Monochamus sartor – żerdzianka krawiec
  - Monochamus sartor sartor
  - Monochamus sartor urussovii
- Monochamus sutor – żerdzianka szewc
- Nathrius brevipennis – skrócik wierzbowy
- Necydalis major – kusokrywka większa
- Necydalis ulmi – kusokrywka wiązowa
- Nivellia sanguinosa – kwiatówka karminowa
- Nothorhina punctata – kruchniczka sosnowa
- Oberea erythrocephala – dłużynka wilczomleczowa
- Oberea linearis – dłużynka leszczynówka
- Oberea oculata – dłużynka dwukropkowa
- Oberea pupilata – dłużynka wiciokrzewowa
- Obrium brunneum – trykoń karliczek
- Obrium cantharinum – trykoń osikowy
- Oplosia cinerea – popielatka lipowa
- Oxymirus cursor – ostrokrywka nieparka
- Pachyta lamed – kwiatomir borusz
- Pachyta quadrimaculata – kwiatomir czteroplamy
- Pachytodes cerambyciformis – krępień górski
- Pachytodes erraticus – krępień zmienny
- Paracorymbia fulva – zmorsznik złocisty
- Paracorymbia maculicornis – zmorsznik paskoczułki
- Paracorymbia tesserula – zmorsznik czarno-żółty
- Pedostrangalia pubescens – strangalia włochatka
- Pedostrangalia revestita – strangalia czereśniowa
- Phymatodes alni – płaskowiak mały
- Phymatodes fasciatus
- Phymatodes glabratus – płaskowiak jałowcowy
- Phymatodes pusillus – płaskowiak dębowy
  - Phymatodes pusillus barbipes
  - Phymatodes pusillus pusillus
- Phymatodes rufipes – płaskowiak tarninowy
- Phymatodes testaceus – płaskowiak zmienny
- Phytoecia affinis – ziolarka baldaszkowa
- Phytoecia coerulescens – ziolarka żmijowcowa
- Phytoecia cylindrica – ziolarka marchwiowa
- Phytoecia icterica – ziolarka pasternakowa
- Phytoecia nigricornis – ziolarka bylicowa
- Phytoecia pustulata – ziolarka krwawnikowa
- Phytoecia uncinata – ziolarka ośmiałowa
- Phytoecia virgula – ziolarka wrotyczówka
- Pidonia lurida – regloń płowy
- Plagionotus arcuatus – paśnik pałączasty
- Plagionotus detritus – paśnik niszczyciel
- Pogonocherus decoratus – kozulka malutka
- Pogonocherus fasciculatus – kozulka sosnówka
- Pogonocherus hispidulus – kozulka kosmatka
- Pogonocherus hispidus – kozulka kolcokrywka
- Pogonocherus ovatus – kozulka jodłowa
- Prionus coriarius – dyląż garbarz
- Pronocera angusta – szkodnica świerkowa
- Pseudogaurotina excellens – sichrawa karpacka
- Pseudovadonia bicarinata
- Pseudovadonia livida – zmorsznik mały
- Purpuricenus kaehleri – purpurówka Kaehlera
- Pyrrhidium sanguineum – ściga purpurowa
- Rhagium bifasciatum – rębacz dwupaskowy
- Rhagium inquisitor – rębacz pstry
- Rhagium mordax – rębacz pniowiec
- Rhagium sycophanta – rębacz dębowiec
- Rhamnusium bicolor – szczerolotek dwubarwny
- Rhaphuma gracilipes – tryk długoczułki
- Ropalopus clavipes – węglarek wielki
- Ropalopus femoratus – węglarek leśny
- Ropalopus macropus – węglarek mniejszy
- Ropalopus ungaricus – węglarek klonowy
- Ropalopus varini – węglarek ostroczułki
- Rosalia alpina – nadobnica alpejska
- Rutpela maculata – baldurek pstrokaty, strangalia plamista, pętlak pstrokaty
- Saperda carcharias – rzemlik topolowiec
- Saperda octopunctata – rzemlik lipowiec
- Saperda perforata – rzemlik punktowany
- Saperda populnea – rzemlik osikowiec
- Saperda punctata – rzemlik wiązowiec
- Saperda scalaris – rzemlik plamisty
- Saperda similis – rzemlik podobny
- Saphanus piceus – szczosik leszczynowy
- Semanotus undatus – tomanek świerkowy
- Spondylis buprestoides – kłopotek domowy
- Stenocorus meridianus – łucznik kasztanowiec
- Stenocorus quercus – łucznik dębowiec
- Stenopterus rufus – skąpokrywka rdzawa
- Stenostola dubia – obwężyn południowy
- Stenostola ferrea – obwężyn lipowiec
- Stenurella bifasciata – strangalia przepasana
- Stenurella melanura – strangalia czarniawa
- Stenurella nigra – strangalia czarna
- Stenurella septempunctata – strangalia siedmiopunktowa
- Stictoleptura scutellata – zmorsznik czarny
- Stictoleptura tesserula
- Stictoleptura variicornis – zmorsznik białowieski
- Strangalia attenuata – strangalia wysmukła
- Tetropium castaneum – borówka brunatna
- Tetropium fuscum – borówka matowa
- Tetropium gabrieli – borówka modrzewiowa
- Tetrops praeustus – naśliwiec lilipucik
- Tetrops starkii – naśliwiec jesionowy
- Tragosoma depsarium – gracz borowy
- Trichoferus campestris
- Trichoferus pallidus – skrytoń dębowy
- Vadonia unipunctata
- Xylosteus spinolae
- Xylotrechus antilope – drzeworadek dębowy
- Xylotrechus arvicola – drzeworadek wzorzysty
- Xylotrechus capricornis – drzeworadek brzozowy
- Xylotrechus ibex – drzeworadek syberyjski
- Xylotrechus pantherinus – drzeworadek iwowy
- Xylotrechus rusticus – drzeworadek topolowy

### Kusakowate(Staphylinidae)
W Polsce stwierdzono ponad 1300 gatunków:

### Laemophloeidae
W Polsce stwierdzono 18 gatunków:
- Cryptolestes abietis
- Cryptolestes capensis
- Cryptolestes corticinus
- Cryptolestes duplicatus
- Cryptolestes ferrugineus
- Cryptolestes pusillus
- Cryptolestes spartii
- Cryptolestes turcicus
- Cryptolestes weisei
- Laemophloeus kraussi
- Laemophloeus monilis
- Laemophloeus muticus
- Lathropus sepicola
- Leptophloeus alternans
- Leptophloeus clematidis
- Notolaemus castaneus
- Notolaemus unifasciatus
- Placonotus testaceus

### Łyszczynkowate(Nitidulidae)
W Polsce stwierdzono 125 gatunków:

- Amphotis marginata – dokończak płaskobrzegi
- Carpophilus dimidiatus – przykrótek drogerczyk
- Carpophilus hemipterus – przykrótek półskrzydły
- Carpophilus marginellus
- Carpophilus quadrisignatus
- Carpophilus sexpustulatus
- Carpophilus truncatus
- Cryptarcha strigata
- Cryptarcha undata
- Cybocephalus fodori
- Cybocephalus politus
- Cybocephalus pulchellus
- Cychramus luteus
- Cychramus variegatus
- Cyllodes ater – wyciążek czarny
- Epuraea aestiva – socznik żółty
- Epuraea angustula
- Epuraea argus
- Epuraea biguttata
- Epuraea binotata
- Epuraea boreella
- Epuraea deubeli
- Epuraea distincta
- Epuraea fageticola
- Epuraea fuscicollis
- Epuraea fussii
- Epuraea guttata
- Epuraea laeviuscula
- Epuraea limbata
- Epuraea longula
- Epuraea marseuli
- Epuraea melanocephala – socznik czarnogłowy
- Epuraea melina
- Epuraea muehli
- Epuraea neglecta
- Epuraea oblonga
- Epuraea pallescens
- Epuraea pygmaea
- Epuraea rufomarginata
- Epuraea silacea
- Epuraea silesiaca
- Epuraea terminalis
- Epuraea thoracica
- Epuraea unicolor – socznik łaciaty
- Epuraea variegata
- Glischrochilus grandis[47]
- Glischrochilus hortensis – urazek leśny
- Glischrochilus quadriguttatus – urazek salamandrowy
- Glischrochilus quadripunctatus – urazek czteroplamkowy
- Glischrochilus quadrisignatus – urazek kukurydziany
- Ipidia binotata
- Ipidia sexguttata
- Meligethes acicularis
- Meligethes aeneus – słodyszek rzepakowiec
- Meligethes anthracinus
- Meligethes assimilis
- Meligethes ater
- Meligethes atramentarius
- Meligethes atratus
- Meligethes bidens
- Meligethes bidentatus
- Meligethes brachialis
- Meligethes brevis
- Meligethes brunnicornis
- Meligethes buyssoni
- Meligethes carinulatus
- Meligethes caudatus
- Meligethes coeruleovirens
- Meligethes coracinus
- Meligethes corvinus
- Meligethes czwalinai
- Meligethes denticulatus
- Meligethes difficilis
- Meligethes discoideus
- Meligethes distinctus
- Meligethes egenus
- Meligethes exilis
- Meligethes flavimanus
- Meligethes fulvipes
- Meligethes gagathinus
- Meligethes haemorrhoidalis
- Meligethes hoffmanni
- Meligethes incanus
- Meligethes jelineki
- Meligethes kraatzii
- Meligethes kunzei
- Meligethes lepidii
- Meligethes lugubris
- Meligethes matronalis
- Meligethes maurus
- Meligethes morosus
- Meligethes nanus
- Meligethes nigrescens
- Meligethes obscurus
- Meligethes ochropus
- Meligethes ovatus
- Meligethes pedicularius
- Meligethes persicus
- Meligethes planiusculus
- Meligethes rosenhaueri
- Meligethes ruficornis
- Meligethes serripes
- Meligethes solidus
- Meligethes subaeneus
- Meligethes subrugosus
- Meligethes sulcatus
- Meligethes symphyti
- Meligethes tristis
- Meligethes umbrosus
- Meligethes villosus
- Meligethes viridescens – słodyszek zielony
- Nitidula bipunctata – łyszczynka dwupunktowa
- Nitidula carnaria
- Nitidula rufipes
- Omosita colon
- Omosita depressa – przyścierwek dwubruzdy
- Omosita discoidea
- Physoronia wajdelota
- Pityophagus ferrugineus – jadach podkorowiec
- Pityophagus laevior
- Pityophagus quercus
- Pocadius adustus – pokrytka podobna
- Pocadius ferrugineus – pokrytka purchawkowa
- Pria dulcamarae
- Soronia grisea
- Soronia punctatissima
- Thalycra fervida

### Megalopodidae
W Polsce stwierdzono 5 gatunków:
- Zeugophora flavicollis
- Zeugophora frontalis
- Zeugophora scutellaris
- Zeugophora subspinosa – natopolka liściomirka
- Zeugophora turneri

### Modzelatkowate(Trogidae)
W Polsce stwierdzono 6 gatunków:
- Trox cadaverinus
- Trox eversmanni
- Trox hispidus
- Trox niger
- Trox sabulosus
- Trox scaber

### Nabłotkowate(Limnichidae)
W Polsce stwierdzono 3 gatunki:
- Limnichus pygmaeus
- Limnichus sericeus
- Pelochares versicolor

### Nakwiatkowate(Anthicidae)
W Polsce stwierdzono 22 gatunki:

- Anthicus antherinus – nakwiatek rudawek
- Anthicus ater – nakwiatek czarny
- Anthicus axillaris
- Anthicus bimaculatus – nakwiatek wydmowy
- Anthicus crinitus
- Anthicus flavipes – nakwiatek żółtonogi
- Anthicus luteicornis
- Anthicus schmidtii
- Anthicus sellatus
- Cordicollis gracilis
- Cyclodinus humilis
- Hirticollis hispidus
- Mecynotarsus serricornis
- Notoxus appendicinus
- Notoxus brachycerus
- Notoxus monoceros – gliczyca jednorożec
- Notoxus trifasciatus – gliczyca trójpaskowa
- Omonadus bifasciatus[53]
- Omonadus floralis
- Omonadus formicarius
- Pseudotomoderus compressicollis
- Stricticollis tobias

### Nanophyidae
W Polsce stwierdzono 9 gatunków:
- Dieckmanniellus gracilis
- Dieckmanniellus nitidulus
- Microon sahlbergi
- Nanomimus circumscriptus
- Nanomimus hemisphaericus
- Nanophyes brevis brevis
- Nanophyes globiformis
- Nanophyes globulus
- Nanophyes marmoratus

### Niryjki(Mycteridae)
W Polsce tylko 1 gatunek:
- Mycterus curculionides

### Obumierkowate(Monotomidae)
W Polsce stwierdzono 24 gatunki:

- Monotoma angusticollis
- Monotoma bicolor
- Monotoma brevicollis brevicollis
- Monotoma conicicollis
- Monotoma longicollis
- Monotoma picipes
- Monotoma punctaticollis
- Monotoma quadrifoveolata
- Monotoma spinicollis
- Monotoma testacea
- Rhizophagus aeneus
- Rhizophagus bipustulatus – obumierek dwuplamkowy
- Rhizophagus brancsiki
- Rhizophagus cribratus
- Rhizophagus depressus – obumierek wgnieciony
- Rhizophagus dispar – obumierek czteroplamkowy
- Rhizophagus fenestralis
- Rhizophagus ferrugineus
- Rhizophagus grandis – obumierek okazały
- Rhizophagus nitidulus
- Rhizophagus parallelocollis
- Rhizophagus perforatus
- Rhizophagus picipes
- Rhizophagus puncticollis

### Ogniczkowate(Pyrochroidae)
W Polsce stwierdzono 3 gatunki:
- Pyrochroa coccinea – ogniczek większy
- Pyrochroa serraticornis – ogniczek piłkoczułki
- Schizotus pectinicornis

### Oguzkowate(Helophoridae)
W Polsce stwierdzono 31 gatunków:

- Helophorus aequalis
- Helophorus aquaticus
- Helophorus arvernicus
- Helophorus asperatus
- Helophorus brevipalpis – oguzek purpuratek
- Helophorus brevitarsis
- Helophorus confrater
- Helophorus croaticus
- Helophorus discrepans
- Helophorus dorsalis – oguzek jasnoplam
- Helophorus flavipes
- Helophorus fulgidicollis
- Helophorus glacialis
- Helophorus grandis
- Helophorus granularis – oguzek plamisty
- Helophorus griseus
- Helophorus lapponicus
- Helophorus laticollis
- Helophorus liguricus
- Helophorus longitarsis
- Helophorus micans
- Helophorus minutus – oguzek maleńki
- Helophorus montenegrinus
- Helophorus nanus
- Helophorus nivalis
- Helophorus nubilus
- Helophorus obscurus
- Helophorus pumilio
- Helophorus redtenbacheri
- Helophorus strigifrons
- Helophorus tuberculatus

### Oleicowate(Meloidae)
W Polsce stwierdzono 15 gatunków:
- Apalus bimaculatus[60]
- Cerocoma schaefferi
- Cerocoma schreberi
- Lytta vesicatoria – pryszczel lekarski, majka kantaryda
- Meloe autumnalis autumnalis
- Meloe brevicollis
- Meloe cicatricosus
- Meloe decorus
- Meloe proscarabaeus – oleica krówka
- Meloe rufiventris
- Meloe rugosus
- Meloe scabriusculus
- Meloe variegatus – oleica pstra
- Meloe violaceus – oleica fioletowa
- Sitaris muralis
- Stenoria analis

### Omarlicowate(Silphidae)
W Polsce stwierdzono 22 gatunki:

- Ablattaria laevigata
- Aclypea opaca – omarliniec włochaty
- Aclypea undata
- Dendroxena quadrimaculata – omarlica czterokropkowa, nadrzewka czterokropkowa
- Necrodes littoralis – padliniec pospolity
- Nicrophorus germanicus – grabarz wielki
- Nicrophorus humator – grabarz czarny
- Nicrophorus interruptus
- Nicrophorus investigator – grabarz lśniący
- Nicrophorus sepultor
- Nicrophorus vespillo – grabarz pospolity
- Nicrophorus vespilloides – grabarz żółtoczarny
- Nicrophorus vestigator – grabarz żółtowłosy
- Oiceoptoma thoracicum – ścierwiec
- Phosphuga atrata – zaciemka czarna
- Silpha carinata – omarlica wielka
- Silpha obscura – omarlica ciemna
- Silpha tristis – omarlica smutna
- Silpha tyrolensis
- Thanatophilus dispar
- Thanatophilus rugosus – pościerwka przymarszczona
- Thanatophilus sinuatus – pościerwka pospolita

### Omomiłkowate(Cantharidae)
W Polsce stwierdzono 88 gatunków:

- Ancistronycha abdominalis
- Ancistronycha erichsonii – zmięk górski
- Ancistronycha occipitalis
- Autosilis nitidula
- Cantharis cryptica – omomiłek zachodni
- Cantharis decipiens – omomiłek leśny
- Cantharis fibulata
- Cantharis figurata – omomiłek ruczajowy
- Cantharis flavilabris – omomiłek rajski
- Cantharis fusca – omomiłek szary
- Cantharis kervillei
- Cantharis lateralis – omomiłek łąkowy
- Cantharis liburnica
- Cantharis livida rufipes – omomiłek parkowy
- Cantharis montana
- Cantharis nigra – omomiłek dwubarwny
- Cantharis nigricans – omomiłek szarowłosy
- Cantharis obscura – omomiłek czarny
- Cantharis pagana – omomiłek obrzeżony
- Cantharis pallida – omomiłek pomarańczowy
- Cantharis paludosa – omomiłek bagienny
- Cantharis paradoxa
- Cantharis pellucida – omomiłek czerwonawy
- Cantharis pulicaria – omomiłek żarłoczny
- Cantharis quadripunctata – omomiłek barkoplamy
- Cantharis rufa – omomiłek żółtonogi
- Cantharis rustica – omomiłek wiejski
- Cantharis terminata
- Cantharis tristis – omomiłek alpejski
- Cordicantharis cyanipennis
- Cordicantharis longicollis – omomiłek pontyjski
- Cratosilis denticollis – omomiłek ostrozębny
- Crudosilis ruficollis – omomiłek piłorogi
- Macrocerus nigrinus
- Malthinus balteatus
- Malthinus biguttatus
- Malthinus facialis
- Malthinus flaveolus
- Malthinus frontalis
- Malthinus glabellus
- Malthinus moravicus
- Malthinus seriepunctatus
- Malthodes alpicola
- Malthodes boicus
- Malthodes brevicollis
- Malthodes caudatus
- Malthodes crassicornis
- Malthodes debilis
- Malthodes dimidiatocollis
- Malthodes dispar
- Malthodes europaeus
- Malthodes fibulatus
- Malthodes flavoguttatus
- Malthodes fuscus
- Malthodes guttifer
- Malthodes hexacanthus
- Malthodes holdhausi
- Malthodes lobatus
- Malthodes marginatus
- Malthodes maurus
- Malthodes minimus
- Malthodes misellus
- Malthodes mysticus
- Malthodes pumilus
- Malthodes spathifer
- Malthodes spretus
- Malthodes transeuropaeus
- Malthodes trifurcatus atramentarius
- Metacantharis clypeata – omomiłek dębowy
- Metacantharis discoidea – omomiłek różnoplamy
- Podabrus alpinus
- Podistra prolixa
- Podistra rufotestacea
- Podistra schoenherri
- Rhagonycha atra
- Rhagonycha elongata
- Rhagonycha fugax
- Rhagonycha fulva – zmięk żółty
- Rhagonycha gallica – zmięk galicyjski
- Rhagonycha interposita
- Rhagonycha lignosa – zmięk łęgowy
- Rhagonycha lutea
- Rhagonycha maculicollis
- Rhagonycha nigriceps
- Rhagonycha nigripes
- Rhagonycha nigriventris – zmięk ciemnonogi
- Rhagonycha testacea – zmięk żółtonogi
- Rhagonycha translucida

### Orsodacnidae
W Polsce stwierdzono 2 gatunki:
- Orsodacne cerasi – przemianka tarninówka
- Orsodacne humeralis

### Osuszkowate(Elmidae)
W Polsce stwierdzono 19 gatunków:
- Elmis aenea
- Elmis latreillei
- Elmis maugetii
- Elmis obscura
- Esolus angustatus
- Esolus parallelepipedus
- Esolus pygmaeus
- Limnius muelleri
- Limnius opacus
- Limnius perrisi
- Limnius volckmari
- Macronychus quadrituberculatus
- Oulimnius troglodytes
- Oulimnius tuberculatus
- Potamophilus acuminatus
- Riolus cupreus
- Riolus subviolaceus
- Stenelmis canaliculata
- Stenelmis consobrina

### Otrupkowate(Byrrhidae)
W Polsce stwierdzono 26 gatunków:

- Byrrhus arietinus
- Byrrhus fasciatus – otrupek prążkowany
- Byrrhus glabratus
- Byrrhus luniger
- Byrrhus pilula – otrupek włochaty
- Byrrhus pustulatus
- Carpathobyrrhulus tatricus – goroń tatrzański
- Chaetophora spinosa
- Curimopsis monticola
- Curimopsis nigrita
- Curimopsis paleata
- Curimopsis setigera
- Curimopsis setosa
- Curimus decorus
- Curimus erichsoni
- Curimus erinaceus
- Cytilus sericeus
- Lamprobyrrhulus nitidus
- Morychus aeneus
- Pedilophorus auratus
- Porcinolus murinus
- Simplocaria acuminata
- Simplocaria carpathica
- Simplocaria maculosa
- Simplocaria metallica
- Simplocaria semistriata

### Pawężnikowate(Trogossitidae)
W Polsce stwierdzono 10 gatunków:
- Calitys scabra
- Grynocharis oblonga
- Lophocateres pusillus – pawężnik syjamski
- Nemozoma caucasicum – smukłoń podkorowy
- Nemozoma elongatum – smukłoń podługowaty
- Peltis ferruginea – pawężnik rdzawy
- Peltis grossa – pawężnik kniejak
- Temnoscheila caerulea – błękitek drapieżny
- Tenebroides mauritanicus – ukrytek mauretański
- Thymalus limbatus

### Pędrusiowate(Apionidae)
W Polsce stwierdzono 121 gatunków:

- Acentrotypus brunnipes
- Aizobius sedi
- Alocentron curvirostre
- Apion cruentatum
- Apion frumentarium – pędruś czerwony
- Apion haematodes
- Apion rubens
- Apion rubiginosum
- Aspidapion aeneum
- Aspidapion radiolus – pędruś ślazowiec
- Aspidapion validum
- Betulapion simile – pędruś nabrzozak
- Catapion jaffense
- Catapion koestlini
- Catapion meieri
- Catapion pubescens
- Catapion seniculus
- Ceratapion armatum
- Ceratapion austriacum
- Ceratapion basicorne
- Ceratapion carduorum
- Ceratapion gibbirostre
- Ceratapion onopordi – pędruś popłochowiec
- Ceratapion penetrans
- Cyanapion afer
- Cyanapion alcyoneum
- Cyanapion columbinum
- Cyanapion gnarum
- Cyanapion gyllenhalii
- Cyanapion platalea
- Cyanapion spencii
- Diplapion confluens
- Diplapion detritum
- Diplapion stolidum
- Eutrichapion ervi
- Eutrichapion facetum
- Eutrichapion gribodoi
- Eutrichapion melancholicum
- Eutrichapion punctiger
- Eutrichapion viciae
- Eutrichapion vorax
- Exapion compactum
- Exapion corniculatum
- Exapion difficile
- Exapion elongatulum
- Exapion formaneki
- Exapion fuscirostre
- Exapion genistae
- Exapion ulicis
- Helianthemapion velatum
- Hemitrichapion pavidum
- Hemitrichapion reflexum
- Holotrichapion aethiops – pędruś chwastowiec
- Holotrichapion ononis
- Holotrichapion pisi – pędruś lucernowiec
- Holotrichapion pullum
- Ischnopterapion loti
- Ischnopterapion modestum
- Ischnopterapion virens – pędruś darniowiec
- Ixapion variegatum
- Kalcapion pallipes
- Malvapion malvae
- Melanapion minimum – pędruś walet
- Mesotrichapion punctirostre
- Omphalapion buddebergi
- Omphalapion dispar
- Omphalapion hookerorum
- Omphalapion laevigatum
- Oryxolaemus flavifemoratus
- Oxystoma cerdo – pędruś rudonogi
- Oxystoma craccae – pędruś wykowiec
- Oxystoma dimidiatum
- Oxystoma ochropus
- Oxystoma opeticum
- Oxystoma pomonae – pędruś owocowiec
- Oxystoma subulatum
- Perapion affine
- Perapion connexum
- Perapion curtirostre
- Perapion lemoroi
- Perapion marchicum
- Perapion oblongum
- Perapion violaceum
- Pirapion immune
- Protapion apricans – pędruś koniczynowiec
- Protapion assimile
- Protapion difforme
- Protapion dissimile
- Protapion filirostre
- Protapion fulvipes – pędruś złotonogi
- Protapion gracilipes
- Protapion interjectum
- Protapion nigritarse – pędruś czarnostopy
- Protapion ononidis
- Protapion ruficrus
- Protapion trifolii – pędruś czarnoudek
- Protapion varipes
- Protopirapion atratulum
- Pseudapion rufirostre
- Pseudoperapion brevirostre
- Pseudoprotapion astragali
- Pseudoprotapion elegantulum
- Pseudoprotapion ergenense
- Pseudostenapion simum
- Rhopalapion longirostre – pędruś długoryjek
- Squamapion atomarium
- Squamapion cineraceum
- Squamapion elongatum
- Squamapion flavimanum
- Squamapion mroczkowskii
- Squamapion oblivium
- Squamapion samarense
- Squamapion serpyllicola
- Squamapion vicinum
- Stenopterapion intermedium
- Stenopterapion meliloti
- Stenopterapion tenue – pędruś smukły
- Synapion ebeninum
- Taeniapion rufulum
- Taeniapion urticarium – pędruś pokrzywowiec
- Taphrotopium sulcifrons

### Phloeostichidae
W Polsce stwierdzono 1 gatunek:
- Phloeostichus denticollis

### Phloiophilidae
W Polsce stwierdzono 1 gatunek:
- Phloiophilus edwardsii

### Piórkoskrzydłe(Ptiliidae)
W Polsce stwierdzono 63 gatunki:

- Acrotrichis atomaria
- Acrotrichis brevipennis
- Acrotrichis cephalotes
- Acrotrichis danica
- Acrotrichis dispar
- Acrotrichis fascicularis
- Acrotrichis grandicollis
- Acrotrichis henrici
- Acrotrichis intermedia
- Acrotrichis lucidula
- Acrotrichis montandonii
- Acrotrichis norvegica
- Acrotrichis pumila
- Acrotrichis rosskotheni
- Acrotrichis rugulosa
- Acrotrichis sericans
- Acrotrichis silvatica
- Acrotrichis sitkaensis
- Acrotrichis sjobergi
- Acrotrichis thoracica
- Acrotrichis volans
- Actidium aterrimum
- Actidium boudieri
- Baeocrara variolosa
- Euryptilium gillmeisteri
- Euryptilium saxonicum
- Micridium halidaii
- Micridium vittatum
- Millidium minutissimum
- Nephanes titan
- Nossidium pilosellum
- Oligella foveolata
- Ptenidium formicetorum
- Ptenidium fuscicorne
- Ptenidium gressneri
- Ptenidium intermedium
- Ptenidium laevigatum
- Ptenidium longicorne
- Ptenidium nitidum
- Ptenidium punctatum
- Ptenidium pusillum
- Ptenidium turgidum
- Pteryx splendens
- Pteryx suturalis
- Ptiliola brevicollis
- Ptiliola flammifera
- Ptiliola kunzei
- Ptiliolum fuscum
- Ptiliolum sahlbergi
- Ptiliolum schwarzi
- Ptiliolum spencei
- Ptiliolum wuesthoffi
- Ptilium affine
- Ptilium caesum
- Ptilium exaratum
- Ptilium modestum
- Ptilium myrmecophilum
- Ptilium schuleri
- Ptinella aptera
- Ptinella denticollis
- Ptinella limbata
- Ptinella tenella
- Smicrus filicornis

### Pleszakowate(Phalacridae)
W Polsce stwierdzono 23 gatunki:

- Olibrus aeneus
- Olibrus affinis
- Olibrus baudueri
- Olibrus bicolor
- Olibrus bimaculatus
- Olibrus bisignatus
- Olibrus corticalis – łysek połyskliwy
- Olibrus flavicornis
- Olibrus gerhardti
- Olibrus liquidus
- Olibrus millefolii
- Olibrus norvegicus
- Olibrus pygmaeus
- Phalacrus caricis
- Phalacrus championi
- Phalacrus corruscus
- Phalacrus fimetarius
- Phalacrus grossus
- Phalacrus substriatus
- Stilbus atomarius
- Stilbus oblongus
- Stilbus pannonicus
- Stilbus testaceus

### Podryjowate(Attelabidae)
W Polsce stwierdzono 3 gatunki:
- Apoderus coryli – oszynda leszczynowiec
- Attelabus nitens – podryj dębowiec
- Compsapoderus erythropterus

### Podrywkowate(Throscidae)
W Polsce stwierdzono 10 gatunków:
- Aulonothroscus brevicollis
- Aulonothroscus laticollis – podrywek szerokogrzbiety
- Trixagus atticus
- Trixagus carinifrons
- Trixagus dermestoides
- Trixagus duvalii
- Trixagus elateroides
  - Trixagus elateroides elateroides
  - Trixagus elateroides gracilis
- Trixagus leseigneuri
- Trixagus meybohmi[74]
- Trixagus obtusus

### Ponurkowate(Boridae)
W Polsce stwierdzono 1 gatunek:
- Boros schneideri – ponurek Schneidera

### Popielichowate(Dascillidae)
W Polsce stwierdzono 1 gatunek:
- Dascillus cervinus – popielicha torfowa

### Poświętnikowate(Scarabaeidae)
W Polsce stwierdzono 129 gatunków:

- Aegialia arenaria
- Amphimallon assimile – guniak odłogowy
- Amphimallon ruficorne – guniak rudorogi
- Amphimallon solstitiale – guniak czerwczyk
- Anisoplia agricola – nałanek wołyniak
- Anomala dubia – listnik zmiennobarwny
- Aphodius abdominalis tatrensis
- Aphodius alpinus
- Aphodius arenarius
- Aphodius ater
- Aphodius biguttatus
- Aphodius borealis
- Aphodius brevis
- Aphodius coenosus
- Aphodius conspurcatus
- Aphodius consputus
- Aphodius contaminatus
- Aphodius corvinus
- Aphodius depressus
- Aphodius distinctus – plug zmienny
- Aphodius erraticus
- Aphodius fasciatus
- Aphodius fimetarius – plug pospolity
- Aphodius foetens
- Aphodius foetidus
- Aphodius fossor
- Aphodius gibbus
- Aphodius granarius
- Aphodius haemorrhoidalis
- Aphodius ictericus
- Aphodius immundus
- Aphodius lividus
- Aphodius lugens
- Aphodius luridus
- Aphodius maculatus
- Aphodius melanostictus
- Aphodius merdarius
- Aphodius montanus
- Aphodius nemoralis
- Aphodius niger
- Aphodius obliteratus
- Aphodius paracoenosus
- Aphodius paykulli
- Aphodius piceus
- Aphodius pictus
- Aphodius plagiatus
- Aphodius porcus
- Aphodius prodromus
- Aphodius pubescens
- Aphodius punctatosulcatus hirtipes
- Aphodius pusillus
- Aphodius quadriguttatus
- Aphodius reyi
- Aphodius rotundangulus
- Aphodius rufipes – plug rudonogi
- Aphodius rufus
- Aphodius satellitius
- Aphodius scrofa
- Aphodius scrutator
- Aphodius sordidus
- Aphodius sphacelatus
- Aphodius sticticus
- Aphodius subterraneus
- Aphodius varians
- Aphodius zenkeri
- Caccobius schreberi
- Cetonia aurata – kruszczyca złotawka
- Chaetopteroplia segetum – nałanek zbożowy, nałanek kłosiec
- Copris lunaris – krowieńczak księżycoróg
- Diastictus vulneratus
- Euheptaulacus sus
- Euheptaulacus villosus
- Euoniticellus fulvus
- Gnorimus nobilis – zacnik zdobny, zacnik zielony
- Gnorimus variabilis – zacnik czarny
- Heptaulacus testudinarius
- Holochelus aequinoctialis – guniak rudziak
- Hoplia graminicola – kopyciak natrawny
- Hoplia hungarica
- Hoplia parvula – kopyciak zielony
- Hoplia philanthus
- Hoplia praticola
- Maladera holosericea – ćmawiec ciemny
- Melolontha hippocastani – chrabąszcz kasztanowy
- Melolontha melolontha – chrabąszcz majowy
- Omaloplia nigromarginata – rówienek czarnobrzeżny
- Onthophagus coenobita – zatrawiec zielonoplamek
- Onthophagus fracticornis – zatrawiec brązowawy
- Onthophagus furcatus
- Onthophagus gibbulus
- Onthophagus grossepunctatus
- Onthophagus illyricus – zatrawiec krasnoplamek
- Onthophagus joannae
- Onthophagus medius
- Onthophagus nuchicornis – zatrawiec bydlarek
- Onthophagus ovatus
- Onthophagus ruficapillus
- Onthophagus semicornis
- Onthophagus similis
- Onthophagus taurus
- Onthophagus vacca
- Onthophagus verticicornis
- Onthophagus vitulus
- Oryctes nasicornis – rohatyniec nosorożec
  - Oryctes nasicornis nasicornis
  - Oryctes nasicornis polonicus
- Osmoderma barnabita – pachnica dębowa, pachnica próchniaczka
- Oxyomus sylvestris
- Oxythyrea funesta – łanocha pobrzęcz
- Phyllopertha horticola – ogrodnica niszczylistka
- Pleurophorus caesus
- Polyphylla fullo – wałkarz lipczyk
- Protaetia affinis
- Protaetia fieberi
- Protaetia marmorata – wepa marmurkowata
- Protaetia metallica – kwietnica różówka
- Protaetia speciosissima – kwietnica okazała
- Psammodius asper
- Psammoporus mimicus
- Psammoporus sabuleti
- Rhizotrogus aestivus – guniak południowiec
- Rhysothorax rufus
- Rhyssemus germanus
- Rhyssemus puncticollis
- Serica brunnea – jedwabek brunatny
- Trichius fasciatus – orszoł prążkowany
- Trichius gallicus – orszoł paskowany
- Trichius sexualis
- Tropinota hirta – kosmatek pospolity
- Valgus hemipterus – krzywonóg półskrzydlak, koślawka

### Prostomidae
W Polsce stwierdzono 1 gatunek:
- Prostomis mandibularis

### Przekraskowate(Cleridae)
W Polsce stwierdzono 23 gatunki:

- Allonyx quadrimaculatus
- Clerus mutillarius mutillarius – przekrasek żroneczka
- Dermestoides sanguinicollis
- Enoplium serraticorne
- Korynetes caeruleus – natrupek niebieski
- Korynetes ruficornis
- Necrobia ruficollis – naścierwek rudoszyi
- Necrobia rufipes – naścierwek rudonogi
- Necrobia violacea – naścierwek niebieski
- Opetiopalpus scutellaris
- Opilo domesticus – pasterek domowy
- Opilo germanus
- Opilo mollis – pasterek żwawy
- Opilo pallidus – pasterek blady
- Tarsostenus univittatus
- Thanasimus femoralis – przekrasek krasaneczka
- Thanasimus formicarius – przekrasek mróweczka
- Tilloidea unifasciata
- Tillus elongatus – dłużeń skubacz
- Trichodes alvearius – barciel kosmatek
- Trichodes apiarius – barciel pszczołowiec
- Trichodes favarius – barciel południowiec
- Trichodes ircutensis

### Psephenidae
W Polsce stwierdzono 1 gatunek:
- Eubria palustris

### Rozgniotkowate(Omalisidae)
W Polsce stwierdzono 1 gatunek:
- Omalisus fontisbellaquaei

### Rozmiazgowate(Pythidae)
W Polsce stwierdzono 3 gatunki:
- Pytho abieticola
- Pytho depressus
- Pytho kolwensis – rozmiazg kolweński

### Różnorożkowate(Heteroceridae)
W Polsce stwierdzono 11 gatunków:
- Augyles hispidulus
- Augyles intermedius
- Augyles pruinosus
- Augyles sericans
- Heterocerus fenestratus – różnorożek drążyn
- Heterocerus flexuosus
- Heterocerus fossor
- Heterocerus fusculus – różnorożek mularz
- Heterocerus marginatus
- Heterocerus obsoletus – różnorożek słonawiskowy
- Heterocerus parallelus – różnorożek okazały

### Ryjkowcowate(Curculionidae)
W Polsce stwierdzono 859 gatunków:

#### Bagoinae
- Bagous aliciae
- Bagous alismatis
- Bagous argillaceus
- Bagous binodulus
- Bagous brevis
- Bagous claudicanus
- Bagous collignensis
- Bagous czwalinai
- Bagous diglyptus
- Bagous elegans
- Bagous frit
- Bagous friwaldszkyi
- Bagous glabrirostris
- Bagous limosus
- Bagous longitarsis
- Bagous lutosus
- Bagous lutulentus
- Bagous lutulosus
- Bagous majzlani
- Bagous nodulosus
- Bagous petro
- Bagous puncticollis
- Bagous robustus
- Bagous rotundicollis
- Bagous subcarinatus
- Bagous tempestivus
- Bagous tubulus

#### Baridinae
- Aulacobaris chlorizans – drążyn zielony
- Aulacobaris coerulescens
- Aulacobaris cuprirostris
- Aulacobaris lepidii
- Aulacobaris picicornis
- Baris analis
- Baris artemisiae
- Baris nesapia
- Labiaticola atricolor
- Limnobaris dolorosa
- Limnobaris t-album
- Melanobaris atramentaria
- Melanobaris laticollis

#### Krótkoryjki(Ceutorhynchinae)
- Amalorrhynchus malanarius
- Amalus scortillum
- Auleutes epilobii
- Calosirus apicalis
- Calosirus terminatus
- Ceutorhynchus aeneicollis
- Ceutorhynchus alliariae
- Ceutorhynchus assimilis – chowacz podobnik
- Ceutorhynchus atomus
- Ceutorhynchus barbareae
- Ceutorhynchus buniadis
- Ceutorhynchus cakilis
- Ceutorhynchus canaliculatus
- Ceutorhynchus chalybaeus
- Ceutorhynchus chlorophanus
- Ceutorhynchus coarctatus
- Ceutorhynchus cochleariae – chowacz rzeżuchowiec
- Ceutorhynchus coerulescens
- Ceutorhynchus constrictus
- Ceutorhynchus contractus
- Ceutorhynchus dubius
- Ceutorhynchus erysimi – chowacz tasznikowiec
- Ceutorhynchus gallorhenanus
- Ceutorhynchus granulicollis
- Ceutorhynchus griseus
- Ceutorhynchus hampei
- Ceutorhynchus hirtulus
- Ceutorhynchus ignitus
- Ceutorhynchus inaffectatus
- Ceutorhynchus interjectus
- Ceutorhynchus leprieuri – chowacz liściowiec
- Ceutorhynchus lukesi
- Ceutorhynchus nanus
- Ceutorhynchus napi – chowacz brukwiaczek
- Ceutorhynchus niyazii
- Ceutorhynchus obstrictus
- Ceutorhynchus pallidactylus – chowacz czterozębny
- Ceutorhynchus pandellei
- Ceutorhynchus parvulus
- Ceutorhynchus pectoralis
- Ceutorhynchus pervicax
- Ceutorhynchus picitarsis
- Ceutorhynchus plumbeus
- Ceutorhynchus posthumus
- Ceutorhynchus pulvinatus
- Ceutorhynchus pumilio
- Ceutorhynchus puncticollis
- Ceutorhynchus pyrrhorhynchus
- Ceutorhynchus querceti
- Ceutorhynchus rapae – chowacz rzepnik
- Ceutorhynchus rhenanus
- Ceutorhynchus roberti
- Ceutorhynchus scapularis – chowacz rzepichowiec
- Ceutorhynchus scrobicollis
- Ceutorhynchus sisymbrii
- Ceutorhynchus sophiae
- Ceutorhynchus striatellus
- Ceutorhynchus sulcatus
- Ceutorhynchus sulcicollis – chowacz granatek
- Ceutorhynchus syrites – chowacz lniakowiec
- Ceutorhynchus talickyi
- Ceutorhynchus tibialis
- Ceutorhynchus turbatus
- Ceutorhynchus typhae
- Ceutorhynchus unguicularis
- Ceutorhynchus varius
- Ceutorhynchus wagneri
- Coeliastes lamii
- Coeliodes rana
- Coeliodes ruber
- Coeliodes transversealbofascia
- Coeliodes trifasciatus
- Coeliodinus nigritarsis
- Coeliodinus rubicundus
- Datonychus angulosus
- Datonychus arquatus
- Datonychus derennei
- Datonychus melanostictus
- Datonychus paszlavszkyi
- Datonychus transsylvanicus
- Datonychus urticae
- Ethelcus denticulatus
- Eubrychius velutus
- Glocianus distinctus
- Glocianus fennicus
- Glocianus inhumeralis
- Glocianus moelleri
- Glocianus pilosellus
- Glocianus punctiger
- Hadroplontus litura
- Hadroplontus trimaculatus
- Homorosoma validirostre
- Marmaropus besseri
- Micrelus ericae
- Microplontus campestris
- Microplontus edentulus
- Microplontus melanostigma
- Microplontus millefolii
- Microplontus rugulosus
- Microplontus triangulum
- Mogulones abbreviatus
- Mogulones albosignatus
- Mogulones andreae
- Mogulones angulicollis
- Mogulones asperifoliarum
- Mogulones aubei
- Mogulones austriacus
- Mogulones borraginis
- Mogulones crucifer
- Mogulones cynoglossi
- Mogulones diecki
- Mogulones dimidiatus
- Mogulones euphorbiae
- Mogulones geographicus
- Mogulones hungaricus
- Mogulones javeti
- Mogulones larvatus
- Mogulones pallidicornis
- Mogulones pannonicus
- Mogulones raphani
- Mogulones venedicus
- Mononychus punctumalbum – jednorek kosaćcowy
- Nedyus quadrimaculatus
- Neoglocianus maculaalba – chowacz makówkowiec
- Neophytobius granatus
- Neophytobius muricatus
- Neophytobius quadrinidisus
- Oprohinus consputus
- Oprohinus suturalis – chowacz szczypiorak
- Parethelcus pollinarius
- Pelenomus canaliculatus
- Pelenomus comari
- Pelenomus olssoni
- Pelenomus quadricorniger
- Pelenomus quadrituberculatus
- Pelenomus velaris
- Pelenomus waltoni
- Phrydiuchus tau
- Phrydiuchus topiarius
- Phytobius leucogaster
- Poophagus hopffgarteni
- Poophagus sisymbrii
- Ranunculiphilus faeculentus
- Ranunculiphilus pseudinclemens
- Rhinoncus albicinctus
- Rhinoncus bosnicus
- Rhinoncus bruchioides
- Rhinoncus castor
- Rhinoncus henningsi
- Rhinoncus inconspectus
- Rhinoncus pericarpius
- Rhinoncus perpendicularis
- Rhinoncus smreczynskii
- Rutidosoma globulus
- Scleropteridius fallax
- Scleropterus serratus
- Sirocalodes depressicollis
- Sirocalodes quercicola
- Stenocarus cardui
- Stenocarus ruficornis – tuszel makowiec
- Tapeinotus sellatus
- Thamiocolus kraatzi
- Thamiocolus pubicollis
- Thamiocolus sahlbergi
- Thamiocolus signatus
- Thamiocolus viduatus
- Trichosirocalus barnevillei
- Trichosirocalus horridus
- Trichosirocalus rufulus
- Trichosirocalus spurnyi
- Trichosirocalus troglodytes
- Trichosirocalus urens
- Zacladus geranii

#### Conoderinae
- Coryssomerus capucinus
- Euryommatus mariae

#### Trzenie(Cossoninae)
- Brachytemnus porcatus
- Cossonus cylindricus – trzeń ciemny
- Cossonus linearis – trzeń krótkoryjkowy
- Cossonus parallelepipedus – trzeń długoryjkowy
- Cotaster uncipes
- Hexarthrum exiguum
- Melicius cylindrus
- Pentarthrum huttoni
- Phloeophagus lignarius
- Phloeophagus thomsoni
- Phloeophagus turbatus
- Pselactus spadix – butwiak owłosiony
- Pseudophloeophagus aeneopiceus
- Rhyncolus ater – krócieniec czarny
- Rhyncolus elongatus – krócieniec wysmukły
- Rhyncolus punctatulus
- Rhyncolus reflexus
- Rhyncolus sculpturatus – krócieniec urzeźbiony
- Stereocorynes truncorum

#### Krytoryjki(Cryptorhynchinae)
- Acalles camelus
- Acalles echinatus
- Acalles fallax
- Acalles misellus
- Acalles petryszaki
- Acalles ptinoides
- Acallocrates colonnellii
- Cryptorhynchus lapathi – krytoryjek olchowiec
- Echinodera hypocrita
- Gasterocercus depressirostris
- Kyklioacalles pyrenaeus
- Kyklioacalles roboris
- Kyklioacalles suturatus
- Onyxacalles croaticus

#### Curculioninae
- Acalyptus carpini
- Acalyptus sericeus
- Anoplus plantaris
- Anoplus roboris
- Anoplus setulosus
- Anthonomus bituberculatus
- Anthonomus conspersus
- Anthonomus germanicus
- Anthonomus humeralis
- Anthonomus kirschi
- Anthonomus pedicularius – kwieciak głogowiec
- Anthonomus phyllocola – kwieciak sosnowiec
- Anthonomus pinivorax
- Anthonomus piri – kwieciak gruszowiec
- Anthonomus pomorum – kwieciak jabłkowiec
- Anthonomus rectirostris – kwieciak pestkowiec
- Anthonomus rubi – kwieciak malinowiec
- Anthonomus rubripes
- Anthonomus rufus
- Anthonomus sorbi
- Anthonomus ulmi
- Anthonomus undulatus
- Archarius crux – słonik wyroślowiec
- Archarius pyrrhoceras
- Archarius salicivorus
- Brachonyx pineti – krótkostopka sosnowa
- Bradybatus creutzneri
- Bradybatus fallax
- Bradybatus kellneri
- Cionus alauda – oskrobek krzywonos
- Cionus clairvillei
- Cionus ganglbaueri
- Cionus gebleri
- Cionus hortulanus montanus
- Cionus longicollis
- Cionus nigritarsis
- Cionus olens
- Cionus olivieri
- Cionus scrophulariae – oskrobek trędownikowiec
- Cionus thapsus
- Cionus tuberculosus – oskrobek towarzyski
- Cleopomiarus distinctus
- Cleopomiarus graminis
- Cleopomiarus micros
- Cleopomiarus plantarum
- Cleopus pulchellus
- Cleopus solani
- Curculio betulae – słonik olchowiec
- Curculio elephas – słonik kasztanowiec
- Curculio glandium – słonik żołędziowiec
- Curculio nucum – słonik orzechowiec
- Curculio pellitus
- Curculio rubidus
- Curculio venosus – słonik dębowiec
- Curculio villosus – słonik okrajkowiec
- Dorytomus carpathicus
- Dorytomus dejeani
- Dorytomus dorsalis
- Dorytomus edoughensis
- Dorytomus filirostris – wierciotek topolowiec
- Dorytomus hirtipennis
- Dorytomus ictor – wierciotek kusoryjkowy
- Dorytomus longimanus – wierciotek długoręki
- Dorytomus majalis
- Dorytomus melanophthalmus – wierciotek wierzbowiec
- Dorytomus minutus
- Dorytomus nebulosus
- Dorytomus nordenskioldi
- Dorytomus occallescens
- Dorytomus puberulus
- Dorytomus reussi
- Dorytomus rufatus – wierciotek wierzbiniak
- Dorytomus salicinus
- Dorytomus salicis
- Dorytomus schoenherri
- Dorytomus suratus
- Dorytomus taeniatus
- Dorytomus tortrix
- Dorytomus tremulae
- Dorytomus villosulus
- Ellescus bipunctatus
- Ellescus infirmus
- Ellescus scanicus
- Gymnetron beccabungae
- Gymnetron melanarium
- Gymnetron rostellum
- Gymnetron stimulosum
- Gymnetron veronicae
- Gymnetron villosulum
- Isochnus angustifrons
- Isochnus flagellum
- Isochnus foliorum – rzucik wierzbowiec
- Isochnus sequensi
- Lignyodes bischoffi – drzewiaczek jesionowy
- Lignyodes enucleator
- Lignyodes muerlei
- Lignyodes uniformis
- Mecinus collaris
- Mecinus heydenii
- Mecinus intericus
- Mecinus janthinus
- Mecinus labilis
- Mecinus pascuorum
- Mecinus pirazzolii
- Mecinus plantaginis
- Mecinus pyraster
- Miarus abnormis
- Miarus ajugae
- Miarus campanulae
- Miarus monticola
- Orchestes alni
- Orchestes avellanae – skoczonos rzucik
- Orchestes betuleti – skoczonos wiązowiec
- Orchestes calceatus
- Orchestes erythropus
- Orchestes fagi – skoczonos bukowiec, rzucik bukowiec
- Orchestes jota
- Orchestes pilosus
- Orchestes quedenfeldtii
- Orchestes quercus – skoczonos dębowiec, rzucik dębowiec
- Orchestes rusci
- Orchestes subfasciatus
- Orchestes testaceus
- Orthochaetes setiger
- Pachytychius sparsutus
- Pseudorchestes cinereus
- Pseudorchestes circumvistulanus
- Pseudorchestes ermischi
- Pseudorchestes pratensis
- Pseudorchestes smreczynskii
- Pseudostyphlus pillumus
- Rhamphus oxyacanthae
- Rhamphus pulicarius
- Rhamphus subaeneus
- Rhinusa antirrhini
- Rhinusa asellus
- Rhinusa bipustulata
- Rhinusa collina
- Rhinusa hispida
- Rhinusa linariae
- Rhinusa melas
- Rhinusa neta
- Rhinusa tetra
- Rhinusa thapsicola
- Rhynchaenus xylostei
- Sibinia femoralis
- Sibinia pellucens
- Sibinia phalerata
- Sibinia primita
- Sibinia pyrrhodactyla
- Sibinia sodalis
- Sibinia subelliptica
- Sibinia tibialis
- Sibinia unicolor
- Sibinia variata
- Sibinia viscariae
- Sibinia vittata
- Smicronyx coecus
- Smicronyx jungermanniae
- Smicronyx reichii
- Smicronyx smreczynskii
- Stereonychus fraxini
- Tachyerges decoratus
- Tachyerges pseudostigma
- Tachyerges rufitarsis
- Tachyerges salicis – rzucik przepasek
- Tachyerges stigma
- Trachystyphlus beigerae
- Tychius aureolus
- Tychius breviusculus
- Tychius crassirostris
- Tychius junceus – przykrąglik lucerniak
- Tychius lineatulus
- Tychius medicaginis
- Tychius meliloti
- Tychius parallelus
- Tychius picirostris
- Tychius polylineatus – przykrąglik koniczyniak
- Tychius pumilus
- Tychius pusillus
- Tychius quinquepunctatus – przykrąglik zdobniak
- Tychius schneideri – przykrąglik przelociak
- Tychius sharpi
- Tychius squamulatus
- Tychius stephensi
- Tychius trivialis

#### Cyclominae
- Gronops inaequalis
- Gronops lunatus

#### Entiminae
- Alophus carpathicus
- Alophus kaufmanni
- Alophus triguttatus
- Alophus weberi
- Andrion regensteinense
- Archeophloeus inermis
- Argoptochus quadrisignatus
- Barynotus makolskii
- Barynotus moerens
- Barynotus obscurus
- Barypeithes araneiformis
- Barypeithes chevrolati
- Barypeithes interpositus
- Barypeithes mollicomus
- Barypeithes pellucidus
- Barypeithes trichopterus
- Brachyderes incanus – choinek szary
- Brachysomus dispar
- Brachysomus echinatus
- Brachysomus hirtus
- Brachysomus polonicus
- Brachysomus setiger
- Brachysomus strawinskii
- Brachysomus subnudus
- Brachysomus villosulus
- Bryodaemon boroveci
- Bryodaemon hanakii
- Bryodaemon kocsirenae
- Bryodaemon rozneri
- Cathormiocerus aristatus
- Cathormiocerus spinosus
- Centricnemus leucogrammus
- Charagmus gressorius – oprzędzik łubinowy
- Charagmus griseus – oprzędzik szary
- Chlorophanus graminicola
- Chlorophanus pollinosus
- Chlorophanus viridis – zieleńczyk zielonawy
- Coelositona cambricus
- Coelositona cinerascens
- Cycloderes pilosulus
- Dodecastichus inflatus
- Dodecastichus mastix
- Dodecastichus obsoletus
- Dodecastichus pulverulentus
- Eusomus ovulum
- Foucartia liturata
- Humeromima rufipes
- Liophloeus gibbus
- Liophloeus lentus
- Liophloeus liptoviensis
- Liophloeus tessulatus
- Omiamima mollina
- Omias globulus
- Omias puberulus
- Otiorhynchus apfelbecki
- Otiorhynchus arcticus
- Otiorhynchus atroapterus
- Otiorhynchus austriacus
- Otiorhynchus bisulcatus
- Otiorhynchus coarctatus
- Otiorhynchus coecus – opuchlak czarny, nadrach czarny
- Otiorhynchus conspersus
- Otiorhynchus cornicinus
- Otiorhynchus corvus
- Otiorhynchus cribricollis
- Otiorhynchus desertus
- Otiorhynchus dieckmanni
- Otiorhynchus equestris
- Otiorhynchus fullo
- Otiorhynchus kollari
- Otiorhynchus lepidopterus
- Otiorhynchus ligustici – opuchlak lucernowiec
- Otiorhynchus lugdunensis
- Otiorhynchus morio
- Otiorhynchus multipunctatus
- Otiorhynchus nodosus
- Otiorhynchus novellae
- Otiorhynchus obsidianus
- Otiorhynchus obtusus
- Otiorhynchus opulentus
- Otiorhynchus orbicularis
- Otiorhynchus ovatus – opuchlak rudonóg
- Otiorhynchus pauxillus
- Otiorhynchus perdix
- Otiorhynchus pinastri
- Otiorhynchus porcatus
- Otiorhynchus proximus
- Otiorhynchus raucus – opuchlak chropawiec
- Otiorhynchus reichei
- Otiorhynchus repletus
- Otiorhynchus rotundus – nadrach lilakowiec
- Otiorhynchus rugifrons
- Otiorhynchus rugosostriatus
- Otiorhynchus rugosus krattereri
- Otiorhynchus scaber
- Otiorhynchus singularis – nadrach pstrokacz
- Otiorhynchus smreczynskii
- Otiorhynchus subdentatus
- Otiorhynchus sulcatus
- Otiorhynchus tenebricosus
- Otiorhynchus tristis
- Otiorhynchus uncinatus
- Otiorhynchus velutinus
- Pachyrhinus mustela – zacień sosnowiec
- Paophilus afflatus
- Parafourcartia squamulata
- Peritelus familiaris
- Peritelus sphaeroides
- Philopedon plagiatum
- Pholicodes pancaucasicus
- Phyllobius alpinus
- Phyllobius arborator – naliściak drzewoszek
- Phyllobius argentatus – naliściak srebrniak
- Phyllobius betulinus – naliściak brzozowiak
- Phyllobius brevis
- Phyllobius contemptus
- Phyllobius fessus
- Phyllobius glaucus – naliściak truskawczak
- Phyllobius maculicornis – naliściak nakrzewiak
- Phyllobius oblongus – naliściak pączkojad
- Phyllobius pallidus
- Phyllobius pilicornis
- Phyllobius pomaceus – naliściak pokrzywowiec
- Phyllobius pyri – naliściak gruszkowy
- Phyllobius seladonius
- Phyllobius subdentatus roboretanus
- Phyllobius thalassinus
- Phyllobius vespertinus – naliściak zielarz
- Phyllobius virideaeris – naliściak mały
- Phyllobius viridicollis – naliściak zielonkawy
- Polydrusus aeratus
- Polydrusus amoenus
- Polydrusus cervinus – kruszczak włochaty
- Polydrusus confluens
- Polydrusus corruscus
- Polydrusus flavipes
- Polydrusus formosus – obryzg szkółkowiec
- Polydrusus fulvicornis
- Polydrusus impar
- Polydrusus impressifrons
- Polydrusus inustus
- Polydrusus marginatus
- Polydrusus mollis – obryzg świerkowiec
- Polydrusus picus – obryzg brzozowiec
- Polydrusus pilosus
- Polydrusus pterygomalis – obryzg leszczynowiec
- Polydrusus tereticollis – obryzg przepaskowiec
- Polydrusus thalassinus
- Rhinomias forticornis
- Romualdius angustisetulus
- Romualdius bifoveolatus
- Sciaphilus asperatus
- Sciaphobus rubi
- Simo hirticornis
- Simo variegatus
- Sitona ambiguus
- Sitona callosus
- Sitona cylindricollis
- Sitona hispidulus – oprzędzik żółtonogi
- Sitona humeralis
- Sitona inops
- Sitona languidus
- Sitona lateralis
- Sitona lepidus
- Sitona lineatus – oprzędzik pręgowany
- Sitona longulus
- Sitona macularius – oprzędzik grochowy
- Sitona puncticollis – oprzędzik cętkowany
- Sitona striatellus
- Sitona sulcifrons – oprzędzik koniczynowy
  - Sitona sulcifrons argutulus
  - Sitona sulcifrons sulcifrons
- Sitona suturalis
- Sitona tenuis
- Sitona waterhousei
- Stomodes gyrosicollis
- Strophosoma capitatum – zmiennik rudonogi
- Strophosoma faber
- Strophosoma fulvicorne
- Strophosoma limbatum
- Strophosoma melanogrammum – zmiennik czerniawy
- Strophosoma sus
- Tanymecus palliatus – ryjosz burakowiec
- Trachyphloeus alternans
- Trachyphloeus heymesi
- Trachyphloeus inermis
- Trachyphloeus parallelus
- Trachyphloeus scabriculus
- Trachyphloeus spinimanus
- Tropiphorus cucullatus
- Tropiphorus elevatus
- Tropiphorus micans
- Tropiphorus obtusus
- Tropiphorus terricola

#### Ziołomirki(Hyperinae)
- Brachypera dauci
- Brachypera zoilus
- Donus comatus
- Donus elegans
- Donus intermedius
- Donus maculatus
- Donus nidensis – ziołomirek stepowy
- Donus ovalis
- Donus oxalis
- Donus palumbarius
- Donus rubi
- Donus velutinus
- Donus viennensis
- Hypera arator – ziołomirek rdestowiec
- Hypera arundinis
- Hypera carinicollis septentrionalis
- Hypera contaminata
- Hypera denominanda
- Hypera diversipunctata
- Hypera fornicata
- Hypera melancholica – ziołomirek myszaty
- Hypera meles
- Hypera miles
- Hypera nigrirostris – ziołomirek ciemnopasy
- Hypera plantaginis – ziołomirek odlotek
- Hypera postica – ziołomirek lucernowy
- Hypera rumicis – ziołomirek szczawiowiec
- Hypera venusta
- Hypera viciae – ziołomirek wykowy
- Limobius borealis

#### Kornikowate(Scolytinae)
- Anisandrus dispar – rozwiertek nieparek
- Carphoborus cholodovskyi
- Carphoborus minimus – listwiaczek najmniejszy
- Cryphalus abietis – wgryzoń świerkowiec
- Cryphalus asperatus
- Cryphalus intermedius – wgryzoń modrzewiowiec
- Cryphalus piceae – wgryzoń jodłowiec
- Cryphalus saltuarius – wgryzoń północny
- Crypturgus cinereus – skrycik szary
- Crypturgus hispidulus – skrycik owłosiony
- Crypturgus pusillus – skrycik najmniejszy
- Crypturgus subcribrosus
- Dendroctonus micans – bielojad olbrzymi
- Dryocoetes alni
- Dryocoetes autographus – drzewożerek jednożenny
- Dryocoetes hectographus – drzewożerek wielożenny
- Dryocoetes villosus
- Ernopocirus caucasicus
- Ernopocirus fagi
- Ernoporus tiliae
- Gnathotrichus materiarius
- Hylastes angustatus
- Hylastes ater – zakorek czarny
- Hylastes attenuatus
- Hylastes brunneus
- Hylastes cunicularius – zakorek świerkowiec
- Hylastes linearis
- Hylastes opacus
- Hylastes plumbeus
- Hylastinus obscurus
- Hylesinus crenatus – jeśniak czarny
- Hylesinus toranio
- Hylesinus varius – jesionowiec pstry
- Hylesinus wachtli orni
- Hylurgops glabratus – polesiak górski
- Hylurgops palliatus – polesiak obramowany
- Hylurgus ligniperda – drzewiś owłosiony
- Ips acuminatus – kornik ostrozębny
- Ips amitinus – kornik drukarczyk
- Ips cembrae – kornik modrzewiowiec
- Ips duplicatus – kornik zrosłozębny
- Ips sexdentatus – kornik sześciozębny
- Ips typographus – kornik drukarz
- Kissophagus vicinius
- Lymantor aceris
- Lymantor coryli
- Orthotomicus laricis – korniczek wielozębny
- Orthotomicus longicollis – korniczek guzozębny
- Orthotomicus mannsfeldi
- Orthotomicus proximus – korniczek płaskozębny
- Orthotomicus starki
- Orthotomicus suturalis – korniczek ostrozębny
- Phloeosinus thujae
- Phloeotribus caucasicus(inne języki)[85]
- Phloeotribus rhododactylus
- Phloeotribus spinulosus
- Pityogenes bidentatus – rytownik dwuzębny
- Pityogenes bistridentatus – rytownik sześciozębny
- Pityogenes chalcographus – rytownik pospolity
- Pityogenes irkutensis monacensis – rytownik irkucki
- Pityogenes quadridens – rytownik czterozębny
- Pityogenes saalasi – rytownik Saalasa
- Pityogenes trepanatus – rytownik znaczony
- Pityokteines curvidens – jodłowiec krzywozębny
- Pityokteines spinidens – jodłowiec kolcozębny
- Pityokteines vorontzowi – jodłowiec Woroncowa
- Pityophthorus carniolicus
- Pityophthorus cephalonicae
- Pityophthorus exculptus
- Pityophthorus glabratus – bruzdkowiec gładki
- Pityophthorus knoteki
- Pityophthorus lichtensteinii
- Pityophthorus micrographus
- Pityophthorus morosovi
- Pityophthorus pityographus – bruzdkowiec zachodni
- Pityophthorus pubescens
- Pityophthorus traegardhi
- Polygraphus grandiclava – czterooczak limbowiec
- Polygraphus poligraphus – czterooczak świerkowiec
- Polygraphus punctifrons
- Polygraphus subopacus – czterooczak mniejszy
- Pteleobius kraatzi
- Pteleobius vittatus
- Scolytus carpini – ogłodek grabowiec
- Scolytus ensifer
- Scolytus intricatus – ogłodek dębowiec
- Scolytus kirschii
- Scolytus laevis – ogłodek czarny
- Scolytus mali – ogłodek jabłonowiec
- Scolytus multistriatus – ogłodek wielorzędowy
- Scolytus pygmaeus – ogłodek karzełek
- Scolytus ratzeburgii – ogłodek brzozowiec
- Scolytus rugulosus – ogłodek szorstki
- Scolytus scolytus – ogłodek wiązowiec
- Scolytus sulcifrons
- Taphrorychus bicolor – roztoczek bukowiec
- Thamnurgus kaltenbachii
- Thamnurgus varipes
- Tomicus minor – cetyniec mniejszy
- Tomicus piniperda – cetyniec większy
- Trypodendron domesticum – drwalnik bukowiec
- Trypodendron laeve
- Trypodendron lineatum – drwalnik paskowany
- Trypodendron signatum – drwalnik znaczony
- Trypophloeus alni
- Trypophloeus binodulus
- Trypophloeus granulatus
- Trypophloeus rybinskii
- Xyleborinus attenuatus
- Xyleborinus saxesenii – drwalniczek Saksesena
- Xyleborus cryptographus
- Xyleborus dryographus
- Xyleborus eurygraphus
- Xyleborus monographus – rozwiertek większy
- Xyleborus pfeilii
- Xylechinus pilosus
- Xylocleptes bispinus
- Xylosandrus germanus

#### Lixinae
- Bothynoderes affinis
- Cleonis pigra – szarek ostowiec
- Cyphocleonus dealbatus
- Cyphocleonus trisulcatus
- Larinus jaceae
- Larinus obtusus
- Larinus planus
- Larinus pollinis
- Larinus sturnus
- Larinus turbinatus
- Leucophyes pedestris
- Lixus albomarginatus
- Lixus angustatus
- Lixus angustus
- Lixus bardanae – kulczanka szczawiowa
- Lixus cardui
- Lixus cylindrus – kulczanka plamista
- Lixus fasciculatus
- Lixus filiformis
- Lixus iridis – kulczanka kosaćcówka
- Lixus myagri
- Lixus paraplecticus – kulczanka wodniczka
- Lixus pulverulentus – kulczanka ślazówka
- Lixus punctiventris – szarek komośnik
- Lixus rubicundus
- Lixus subtilis
- Lixus tibialis
- Lixus vilis
- Mecaspis alternans
- Pseudocleonus cinereus
- Pseudocleonus grammicus – cudzich brunatny
- Rhinocyllus conicus
- Stephanocleonus cicatricosus
- Stephanocleonus hollbergii – opiołek nochal
- Stephanocleonus nebulosus

#### Mesoptiliinae
- Magdalis armigera – wałczyk wiązowiec
- Magdalis barbicornis
- Magdalis carbonaria
- Magdalis cerasi – wałczyk jarzębowiec, wałczyk czereśniowy
- Magdalis duplicata – wałczyk podobny
- Magdalis exarata
- Magdalis flavicornis
- Magdalis frontalis – wałczyk stalowy
- Magdalis fuscicornis
- Magdalis linearis
- Magdalis memnonia – wałczyk sosnowiec
- Magdalis nitida – wałczyk świerkowiec
- Magdalis nitidipennis
- Magdalis phlegmatica – wałczyk szpilkowiec
- Magdalis punctulata
- Magdalis ruficornis – wałczyk rudorogi
- Magdalis violacea – wałczyk fioletowy

#### Molytinae
- Adexius scrobipennis
- Hylobius abietis – szeliniak sosnowiec
- Hylobius excavatus – szelinak modrzewiowiec, szeliniak czarny
- Hylobius pinastri – szeliniak świerkowiec, szelinak mniejszy
- Hylobius transversovittatus
- Leiosoma bosnicum
- Leiosoma cribrum
- Leiosoma deflexum
- Leiosoma oblongulum
- Lepyrus capucinus
- Lepyrus palustris – znaczyn dwuplamek
- Lepyrus volgensis
- Liparus coronatus – rozpucz stepowy
- Liparus germanus
- Liparus glabrirostris – rozpucz lepiężnikowiec
- Liparus transsilvanicus
- Minyops costalis
- Minyops variolosus
- Neoplinthus tigratus porcatus
- Pissodes castaneus – smolik znaczony
- Pissodes harcyniae – smolik harcyński
- Pissodes piceae – smolik jodłowiec
- Pissodes pini – smolik sosnowiec
- Pissodes piniphilus – smolik drągowinowiec
- Pissodes scabricollis
- Pissodes validirostris – smolik szyszkowiec
- Plinthus squalidus parreyssii
- Plinthus sturmii
- Plinthus tischeri
- Trachodes hispidus

#### Orobitidinae
- Orobitis cyaneus

#### Wyrynnikowate(Platypodinae)
- Platypus cylindrus – wyrynnik dębowiec

### Ryjoszowate(Nemonychidae)
W Polsce stwierdzono 3 gatunki:
- Cimberis attelaboides
- Doydirhynchus austriacus
- Nemonyx lepturoides

### Schylikowate(Mordellidae)
W Polsce stwierdzono 52 gatunki:

- Conalia baudii
- Curtimorda bisignata
- Curtimorda maculosa
- Hoshihananomia perlata
- Mordella aculeata
- Mordella brachyura
- Mordella holomelaena
- Mordella leucaspis
- Mordella viridescens
- Mordellaria aurofasciata
- Mordellistena acuticollis
- Mordellistena austriaca
- Mordellistena bicoloripilosa
- Mordellistena breddini
- Mordellistena brevicauda
- Mordellistena brunneospinosa
- Mordellistena connata
- Mordellistena dieckmanni
- Mordellistena dvoraki
- Mordellistena falsoparvula
- Mordellistena helvetica
- Mordellistena humeralis
- Mordellistena koelleri
- Mordellistena kraatzi
- Mordellistena luteipalpis
- Mordellistena neuwaldeggiana
- Mordellistena parvula
- Mordellistena perroudi
- Mordellistena pseudobrevicauda
- Mordellistena pseudonana
- Mordellistena pseudoparvula
- Mordellistena pseudopumila
- Mordellistena pumila
- Mordellistena purpureonigrans
- Mordellistena pygmaeola
- Mordellistena rufifrons
- Mordellistena saxonica
- Mordellistena secreta
- Mordellistena stoeckleini
- Mordellistena thurepalmi
- Mordellistena thuringiaca
- Mordellistena variegata
- Mordellistena weisei
- Mordellistenula perrisi
- Mordellochroa abdominalis
- Mordellochroa milleri
- Mordellochroa tournieri
- Tomoxia bucephala
- Variimorda basalis
- Variimorda briantea
- Variimorda mendax
- Variimorda villosa

### Scraptiidae
W Polsce stwierdzono 15 gatunków:
- Anaspis arctica
- Anaspis bohemica
- Anaspis brunnipes
- Anaspis costai
- Anaspis flava – niekolczyk żółty
- Anaspis frontalis – niekolczyk haczykowiec
- Anaspis kiesenwetteri
- Anaspis melanostoma
- Anaspis palpalis
- Anaspis ruficollis
- Anaspis rufilabris
- Anaspis thoracica
- Anaspis varians varians
- Cyrtanaspis phalerata
- Scraptia fuscula

### Skałubnikowate(Nosodendridae)
W Polsce stwierdzono 1 gatunek:
- Nosodendron fasciculare – skałubnik

### Skórnikowate(Dermestidae)
W Polsce stwierdzono 51 gatunków:

- Anthrenus caucasicus
- Anthrenus flavidus
- Anthrenus fuscus
- Anthrenus museorum – mrzyk muzealny
- Anthrenus olgae
- Anthrenus picturatus makolskii
- Anthrenus pimpinellae
- Anthrenus polonicus
- Anthrenus scrophulariae – mrzyk krostowiec
- Anthrenus verbasci – mrzyk dziewannowiec, mrzyk gabinetowy
- Attagenus brunneus
- Attagenus pantherinus
- Attagenus pellio – szubak dwukropek
- Attagenus punctatus – szubak plamkowany
- Attagenus schaefferi
- Attagenus smirnovi – szubak Smirnowa
- Attagenus unicolor – szubak ciemny
- Ctesias serra
- Dermestes ater
- Dermestes bicolor
- Dermestes carnivorus
- Dermestes erichsoni
- Dermestes frischii – skórnik natrupek
- Dermestes fuliginosus
- Dermestes gyllenhalii
  - Dermestes gyllenhalii gyllenhalii
  - Dermestes gyllenhalii helmi
- Dermestes haemorrhoidalis
- Dermestes laniarius – skórnik naścierwek
- Dermestes lardarius – skórnik słoniniec
- Dermestes maculatus
- Dermestes murinus – skórnik myszatek
- Dermestes mustelinus
- Dermestes olivieri
- Dermestes peruvianus
- Dermestes szekessyi
- Dermestes undulatus – skórnik rudawek
- Globicornis corticalis
- Globicornis emarginata
- Globicornis nigripes
- Megatoma undata
- Orphilus niger
- Phradonoma villosulum
- Reesa vespulae
- Sefrania bleusei
- Thylodrias contractus
- Trinodes hirtus
- Trogoderma angustum
- Trogoderma glabrum – skórojadka siwowłosa
- Trogoderma granarium
- Trogoderma megatomoides
- Trogoderma versicolor – skórojadka rudawka

### Skuliczkowate(Clambidae)
W Polsce stwierdzono 12 gatunków:
- Calyptomerus alpestris
- Calyptomerus dubius
- Clambus armadillo
- Clambus evae
- Clambus gibbulus
- Clambus lohsei
- Clambus minutus minutus
- Clambus nigrellus
- Clambus nigriclavis
- Clambus pallidulus pallidulus
- Clambus pubescens
- Clambus punctulum

### Spercheidae
W Polsce stwierdzono 1 gatunek:
- Spercheus emarginatus

### Sprężykowate(Elateridae)
W Polsce stwierdzono 139 gatunków:

- Actenicerus sjaelandicus
- Adrastus axillaris
- Adrastus lacertosus
- Adrastus limbatus
- Adrastus montanus
- Adrastus pallens
- Adrastus rachifer
- Agriotes acuminatus
- Agriotes brevis
- Agriotes gallicus
- Agriotes lineatus – osiewnik rolowiec
- Agriotes obscurus – osiewnik ciemny
- Agriotes pilosellus – osiewnik zmienny
- Agriotes sputator – osiewnik skibowiec
- Agriotes ustulatus – osiewnik obrzeżek
- Agrypnus murinus – podrzut myszaty, podrzut szary
- Ampedus aethiops
- Ampedus balteatus
- Ampedus cardinalis
- Ampedus cinnabarinus
- Ampedus elegantulus
- Ampedus elongatulus
- Ampedus erythrogonus
- Ampedus hjorti
- Ampedus melanurus
- Ampedus nigerrimus
- Ampedus nigrinus
- Ampedus nigroflavus
- Ampedus pomonae
- Ampedus pomorum
- Ampedus praeustus
- Ampedus rufipennis
- Ampedus sanguineus – sprężyk sosnowy
- Ampedus sanguinolentus
- Ampedus suecicus
- Ampedus tristis
- Ampedus vandalitae
- Anostirus castaneus
- Anostirus gracilicollis
- Anostirus purpureus – zaciosek purpurowy
- Aplotarsus angustulus
- Aplotarsus incanus
- Athous bicolor
- Athous carpathicus
- Athous haemorrhoidalis – nieskorek rudobrzuchy
- Athous jejunus
- Athous mollis
- Athous subfuscus – nieskorek żółtawy
- Athous vittatus – nieskorek pasiasty
- Athous zebei
- Betarmon bisbimaculatus
- Brachygonus dubius
- Brachygonus megerlei
- Calambus bipustulatus
- Cardiophorus asellus
- Cardiophorus atramentarius
- Cardiophorus ebeninus
- Cardiophorus erichsoni
- Cardiophorus gramineus – serduszak dębowiec
- Cardiophorus nigerrimus
- Cardiophorus ruficollis – serduszak krwistoplecy
- Cardiophorus rufipes
- Cardiophorus vestigialis
- Cidnopus aeruginosus
- Cidnopus pilosus
- Cidnopus platiai
- Crepidophorus mutilatus
- Ctenicera cuprea – zaciosek zmiennobarwny
- Ctenicera heyeri – zaciosek Heyera
- Ctenicera pectinicornis – zaciosek grzebykoczułki
- Ctenicera virens – zaciosek zielonkawy
- Dalopius marginatus – drgalnik obrzeżony
- Danosoma conspersa
- Danosoma fasciata
- Denticollis borealis
- Denticollis interpositus
- Denticollis linearis – zęboszyjka walcowata
- Denticollis rubens – zęboszyjka ognista
- Diacanthous undulatus
- Dicronychus cinereus
- Dicronychus equiseti
- Dicronychus equisetioides
- Dicronychus rubripes
- Drapetes mordelloides
- Drasterius bimaculatus
- Ectinus aterrimus – osiewnik czarny
  - Ectinus aterrimus aterrimus
  - Ectinus aterrimus volhyniensis
- Elater ferrugineus – tęgosz rdzawy, sprężyk rdzawy
- Fleutiauxellus maritimus
- Hemicrepidius hirtus
- Hemicrepidius niger – nieskorek czerniec
- Hypnoidus riparius
- Hypnoidus rivularius
- Hypoganus inunctus
- Idolus picipennis
- Ischnodes sanguinicollis
- Lacon lepidopterus – kowalina łuskoskrzydła
- Lacon querceus – podrzut dębowiec
- Limoniscus violaceus – pilnicznik fiołkowy
- Limonius minutus
- Limonius poneli
- Liotrichus affinis
- Melanotus brunnipes
- Melanotus castanipes
- Melanotus crassicollis
- Melanotus punctolineatus
- Melanotus villosus
- Negastrius arenicola
- Negastrius pulchellus
- Negastrius sabulicola
- Neopristilophus insitivus
- Nothodes parvulus
- Oedostethus quadripustulatus
- Oedostethus tenuicornis
- Orithales serraticornis
- Paracardiophorus musculus
- Paraphotistus impressus
- Paraphotistus nigricornis
- Pheletes aeneoniger
- Pheletes quercus
- Podeonius acuticornis
- Porthmidius austriacus
- Procraerus tibialis
- Prosternon tessellatum – wełniak szary
- Pseudanostirus globicollis
- Quasimus minutissimus
- Selatosomus aeneus – zaciosek kruszcowy, ponęc lśniący
- Selatosomus confluens rugosus
- Selatosomus cruciatus – ponęc krzyżownik
- Selatosomus gravidus – ponęc wygoniak
- Sericus brunneus
- Sericus subaeneus
- Stenagostus rhombeus
- Stenagostus rufus
- Synaptus filiformis
- Zorochros demustoides
- Zorochros flavipes
- Zorochros meridionalis
- Zorochros quadriguttatus

### Sphaeritidae
W Polsce stwierdzono 1 gatunek:
- Sphaerites glabratus

### Sphindidae
W Polsce stwierdzono 3 gatunki:
- Aspidiphorus lareyniei
- Aspidiphorus orbiculatus
- Sphindus dubius

### Spichrzelowate(Silvanidae)
W Polsce stwierdzono 13 gatunków:
- Ahasverus advena
- Airaphilus elongatus
- Airaphilus perangustus
- Dendrophagus crenatus
- Nausibius clavicornis
- Oryzaephilus mercator
- Oryzaephilus surinamensis – spichrzel surynamski
- Psammoecus bipunctatus
- Silvanoprus fagi
- Silvanus bidentatus
- Silvanus recticollis
- Silvanus unidentatus
- Uleiota planata – zdłabek

### Stonkowate(Chrysomelidae)
W Polsce stwierdzono 493 gatunki:

#### Lamprosomatinae
- Oomorphus concolor

#### Pchełki ziemne(Alticinae)
- Altica aenescens
- Altica brevicollis – susówka leszczynowa
  - Altica brevicollis brevicollis
  - Altica brevicollis coryletorum
- Altica carinthiaca
- Altica cornivorax
- Altica helianthemi
- Altica impressicollis
- Altica longicollis
- Altica iythri
- Altica oleracea – susówka rdestowa
- Altica palustris
- Altica quercetorum saliceti – susówka dębówka
- Altica tamaricis
- Aphthona abdominalis
- Aphthona atrocaerulea
- Aphthona atrovirens
- Aphthona beckeri
- Aphthona cyparissiae – zapadka sosnkówka
- Aphthona czwalinai
- Aphthona erichsoni
- Aphthona euphorbiae – zapadka lnianówka
- Aphthona flava
- Aphthona herbigrada
- Aphthona lacertosa
- Aphthona lutescens
- Aphthona nigriscutis
- Aphthona nonstriata – zapadka kosaćcówka
- Aphthona ovata
- Aphthona pallida
- Aphthona placida
- Aphthona pygmaea
- Aphthona stussineri
- Aphthona venustula
- Aphthona violacea
- Apteropeda globosa
- Apteropeda orbiculata
- Apteropeda splendida
- Argopus ahrensii – gruboudka Ahrensa
- Argopus nigritarsis
- Batophila fallax
- Batophila rubi
- Chaetocnema aerosa
- Chaetocnema arida
- Chaetocnema aridula
- Chaetocnema chlorophana
- Chaetocnema compressa
- Chaetocnema concinna – pchełka burakowa
- Chaetocnema confusa
- Chaetocnema hortensis – pchełka zbożowa
- Chaetocnema mannerheimii
- Chaetocnema obesa
- Chaetocnema picipes
- Chaetocnema procerula
- Chaetocnema sahlbergii
- Chaetocnema semicoerulea
- Chaetocnema subcoerulea
- Chaetocnema tibialis
- Crepidodera aurata – łozówka złotawa
- Crepidodera aurea – łozówka wierzbowa
- Crepidodera fulvicornis
- Crepidodera lamina
- Crepidodera nitidula
- Crepidodera plutus
- Derocrepis rufipes
- Dibolia cryptocephala
- Dibolia cynoglossi
- Dibolia depressiuscula
- Dibolia femoralis
- Dibolia foersteri
- Dibolia occultans
- Dibolia rugulosa
- Dibolia schillingii
- Epitrix atropae
- Epitrix pubescens
- Hermaeophaga mercurialis
- Hippuriphila modeeri
- Longitarsus absynthii
- Longitarsus anchusae – długostopka farbownikowa
- Longitarsus apicalis
- Longitarsus atricillus
- Longitarsus ballotae
- Longitarsus brunneus
- Longitarsus callidus
- Longitarsus curtus
- Longitarsus echii
- Longitarsus exsoletus – długostopka żmijowcowa
- Longitarsus ferrugineus
- Longitarsus foudrasi
- Longitarsus fulgens
- Longitarsus fuscoaeneus
- Longitarsus ganglbaueri
- Longitarsus gracilis
- Longitarsus holsaticus
- Longitarsus jacobaeae
- Longitarsus kutscherai
- Longitarsus lewisii
- Longitarsus linnaei
- Longitarsus longipennis
- Longitarsus longiseta
- Longitarsus luridus
- Longitarsus lycopi
- Longitarsus medvedevi
- Longitarsus melanocephalus
- Longitarsus minimus
- Longitarsus monticola
- Longitarsus nasturtii
- Longitarsus niger
- Longitarsus nigerrimus
- Longitarsus nigrofasciatus
- Longitarsus noricus
- Longitarsus obliteratus
- Longitarsus ochroleucus
- Longitarsus pallidicornis
- Longitarsus parvulus
- Longitarsus pellucidus
- Longitarsus pinguis
- Longitarsus pratensis
- Longitarsus pulmonariae
- Longitarsus quadriguttatus
- Longitarsus reichei
- Longitarsus rubellus
- Longitarsus rubiginosus
- Longitarsus salviae
- Longitarsus substriatus
- Longitarsus succineus
- Longitarsus suturellus
- Longitarsus symphyti
- Longitarsus tabidus – długostopka dziewannówka
- Longitarsus weisei
- Lythraria salicariae
- Mantura chrysanthemi
- Mantura pallidicornis
- Mantura rustica
- Minota carpathica
- Minota obesa
- Mniophila bosnica
- Mniophila muscorum
- Neocrepidodera brevicollis
- Neocrepidodera cyanescens
- Neocrepidodera femorata – podrywka dwubarwna
- Neocrepidodera ferruginea
- Neocrepidodera motschulskii
- Neocrepidodera nigritula
- Neocrepidodera transsilvanica
- Neocrepidodera transversa
- Ochrosis ventralis
- Orestia aubei
- Orestia carpathica
- Phyllotreta armoraciae – pchełka chrzanowa
- Phyllotreta astrachanica
- Phyllotreta atra – pchełka czarna
- Phyllotreta christinae
- Phyllotreta cruciferae
- Phyllotreta diademata
- Phyllotreta dilatata
- Phyllotreta exclamationis
- Phyllotreta flexuosa
- Phyllotreta hochetlingeri
- Phyllotreta nemorum – pchełka smużkowana
- Phyllotreta nigripes – pchełka czarnonoga
- Phyllotreta nodicornis
- Phyllotreta ochripes
- Phyllotreta punctulata
- Phyllotreta striolata
- Phyllotreta tetrastigma – pchełka rzeżuchowa
- Phyllotreta undulata – pchełka falistosmuga
- Phyllotreta vittula – pchełka zbożowa
- Podagrica fuscicornis – rzutka ślazowa
- Podagrica malvae
- Psylliodes affinis
- Psylliodes attenuata – pchełka chmielowa
- Psylliodes brisouti
- Psylliodes chalcomera
- Psylliodes chrysocephala – pchełka rzepakowa
- Psylliodes circumdata
- Psylliodes cucullata
- Psylliodes cuprea
- Psylliodes cupreata
- Psylliodes dulcamare
- Psylliodes frivaldszkyi
- Psylliodes glabra
- Psylliodes hyoscyami
- Psylliodes isatidis
- Psylliodes laticollis
- Psylliodes luteola
- Psylliodes marcida
- Psylliodes napi
- Psylliodes picina
- Psylliodes subaenea
- Psylliodes thalspis
- Psylliodes tricolor
- Sphaeroderma rubidum – ostówka czerwona
- Sphaeroderma testaceum – ostówka błyszczka

#### Poskrzypki(Criocerinae)
- Crioceris asparagi – poskrzypka szparagowa
- Crioceris duodecimpunctata – poskrzypka dwunastokropkowa
- Crioceris quatuordecimpunctata – poskrzypka czternastokropkowa
- Crioceris quinquepunctata – poskrzypka pięciokropkowa
- Lema cyanella – skrzypionka ostrożeniówka
- Lilioceris lilii – poskrzypka liliowa
- Lilioceris merdigera – poskrzypka cebulowa
- Oulema duftschmidi
- Oulema erichsonii
- Oulema gallaeciana – skrzypionka błękitka
- Oulema melanopus – skrzypionka zbożowa
- Oulema septentrionis
- Oulema tristis

#### Rozdestnice(Galerucinae)
- Agelastica alni – hurmak olchowiec
- Calomicrus circumfusus – wątlik żółtopręgi
- Calomicrus pinicola – wątlik sosnomirek
- Diabrotica virgifera – stonka kukurydziana
- Euluperus xanthopus
- Galeruca dahli
- Galeruca interrupta
- Galeruca laticollis
- Galeruca melanocephala
- Galeruca pomonae – rozdestnica chabrówka
- Galeruca tanaceti – rozdestnica wrotyczówka
- Galerucella calmariensis – szarynka nadwodna
- Galerucella grisescens
- Galerucella lineola – szarynka wiklinówka
- Galerucella nymphaeae – szarynka grzybieniówka
- Galerucella pusilla
- Galerucella sagittariae – szarynka rdestówka
- Galerucella tenella – szarynka poziomówka
- Lochmaea caprae – naliścica wierzbowa
- Lochmaea crataegi – naliścica głogowianka
- Lochmaea suturalis – naliścica wrzosowianka
- Luperus flavipes – wątlik żółtaczek
- Luperus longicornis – wątlik długorogi
- Luperus luperus – wątlik wierzbniak
- Luperus viridipennis
- Luperus xanthopoda – wątlik połyskliwy
- Phyllobrotica quadrimaculata – liściowiertka czwórplamka
- Pyrrhalta viburni – szarynka kalinówka
- Sermylassa halensis
- Xanthogaleruca luteola – szarynka wiązówka

#### Rzęsielnice(Donacinae)
- Donacia aquatica
- Donacia bicolora
- Donacia brevicornis – rzęsielnica turzycówka
- Donacia brevitarsis
- Donacia cinerea – rzęsielnica pałkówka
- Donacia clavipes
- Donacia crassipes – rzęsielnica grzybieniówka
- Donacia dentata
- Donacia impressa – rzęsielnica oczeretówka
- Donacia malinovskyi
- Donacia marginata – rzęsielnica moręgówka
- Donacia obscura
- Donacia semicuprea – rzęsielnica mannówka
- Donacia simplex – rzęsielnica zmiennobarwna
- Donacia sparganii
- Donacia thalassina
- Donacia tomentosa
- Donacia versicolorea – rzęsielnica rdestówka
- Donacia vulgaris – rzęsielnica zwyczajna
- Macroplea appendiculata – jeziornica rdestnicowa
- Macroplea mutica – jeziornica rupiowa
- Plateumaris braccata
- Plateumaris consimilis – błotnica turzycówka
- Plateumaris discolor – błotnica wełniankówka
- Plateumaris rustica
- Plateumaris sericea – błotnica kosaćcówka

#### Stonki właściwe(Chrysomelinae)
- Chrysolina analis
- Chrysolina asclepiadis
- Chrysolina brunsvicensis
- Chrysolina carnifex
- Chrysolina carpathica
- Chrysolina cerealis
- Chrysolina coerulans – złotka miętowa
- Chrysolina cuprina
- Chrysolina fastuosa – złotka jasnotowa
- Chrysolina geminata
- Chrysolina globipennis
- Chrysolina graminis – złotka tęczowa
- Chrysolina gypsophilae
- Chrysolina haemoptera – złotka babkówka
- Chrysolina hyperici – złotka malachitówka
- Chrysolina herbacea – złotka miętówka
- Chrysolina kuesteri
- Chrysolina lichenis
  - Chrysolina lichenis lichenis
  - Chrysolina lichenis moravica
- Chrysolina limbata
- Chrysolina marcastica turgida
- Chrysolina marginata
- Chrysolina oricalcia
- Chrysolina polita – złotka cynobrowa
- Chrysolina pseudolurida pappi
- Chrysolina purpurascens – złotka purpurowa
- Chrysolina rufa squalida
- Chrysolina sanguinolenta – złotka lnicowa
- Chrysolina schneideri
- Chrysolina staphylaea – złotka nadwodna
- Chrysolina sturmi – złotka granatowa
- Chrysolina umbratilis
- Chrysolina varians – złotka dziurawcówka
- Chrysomela collaris – rynnica wierzbowa
- Chrysomela cuprea – rynnica miedzista
- Chrysomela lapponica – rynnica lapońska
- Chrysomela populi – rynnica topolowa
- Chrysomela saliceti
- Chrysomela tremula – rynnica osikowa
- Chrysomela vigintipunctata – rynnica dwudziestokropkowa
- Colaphus sophiae
- Entomoscelis adonidis
- Gastrophysa polygoni – kałudnica rdestówka
- Gastrophysa viridula – kałudnica zielona
- Gonioctena decemnotata – szubarga rudonoga
- Gonioctena flavicornis
- Gonioctena fornicata
- Gonioctena intermedia
- Gonioctena interposita
- Gonioctena linnaeana
- Gonioctena olivacea
- Gonioctena pallida – szubarga czeremchówka
- Gonioctena quinquepunctata – szubarga pięciokropka
- Gonioctena viminalis – szubarga dziesięciokropka
- Leptinotarsa decemlineata – stonka ziemniaczana
- Neophaedon pyritosa
- Neophaedon segnis
- Oreina alpestris – podhalanka baldaszkówka
- Oreina bifrons
- Oreina cacaliae senecionis – podhalanka okazała
- Oreina caerulea – podhalanka karpacka
- Oreina intricata
  - Oreina intricata anderschi
  - Oreina intricata intricata
- Oreina plagiata – podhalanka koralowa
- Oreina speciosissima fuscoaenea – podhalanka zmiennobarwna
- Oreina virgulata praefica
- Oreina viridis
  - Oreina viridis merkli
  - Oreina viridis viridis
- Phaedon armoraciae
- Phaedon cochleariae
- Phaedon concinnus
- Phaedon laevigatus
- Phratora atrovirens
- Phratora laticollis – jątrewka długoczułka
- Phratora tibialis
- Phratora vitellinae – jątrewka wiklinówka
- Phratora vulgatissima – jątrewka zielona
- Plagiodera versicolora – wprzeczka różnobarwna
- Plagiosterna aenea – rynnica olszowa
- Prasocuris glabra
- Prasocuris hannoveriana
- Prasocuris junci
- Prasocuris marginella – pomoczadłek jaskrowiec
- Prasocuris phellandrii – pomoczadłek bagiennik
- Sclerophaedon carniolicus
- Sclerophaedon carpathicus
- Sclerophaedon orbicularis
- Timarcha goettingensis – godnica czarna
  - Timarcha goettingensis carpathica
  - Timarcha goettingensis goettingensis
- Timarcha metallica – godnica krępa
- Timarcha rugulosa – godnica pontyjska

#### Strąkowcowate(Bruchinae)
- Acanthoscelides obtectus – strąkowiec fasolowy
- Bruchidius bimaculatus
- Bruchidius cisti
- Bruchidius corsicus
- Bruchidius imbricornis
- Bruchidius marginalis
- Bruchidius seminarius
- Bruchidius unicolor
- Bruchidius varius
- Bruchus affinis – strąkowiec hiszpański
- Bruchus atomarius – strąkowiec bobikowy
- Bruchus brachialis
- Bruchus ervi
- Bruchus lentis
- Bruchus loti
- Bruchus luteicornis – strąkowiec wykowiec
- Bruchus occidentalis
- Bruchus pisorum – strąkowiec grochowy
- Bruchus rufimanus – strąkowiec bobowy
- Bruchus rufipes
- Bruchus viciae
- Spermophagus calystegiae
- Spermophagus sericeus
- Zabrotes subfasciatus

#### Szczerotki(Eumolpinae)
- Bromius obscurus – nagryzek ciemny
- Eumolpus asclepiadeus – podtrutka ciemiężykowa
- Pachnephorus pilosus
- Pachnephorus tessellatus

#### Tarczykowate(Cassidinae)
- Cassida atrata – tarczyk żałobny
- Cassida aurora
- Cassida azurea – tarczyk pyszny
- Cassida bergeali
- Cassida berolinensis
- Cassida canaliculata – tarczyk witrażowiec
- Cassida denticollis – tarczyk ząbkowany
- Cassida ferruginea – tarczyk rdzawoplecy
- Cassida flaveola – tarczyk żółtawy
- Cassida hemisphaerica – tarczyk goździkowy
- Cassida leucanthemi – tarczyk złocieniowy
- Cassida lineola
- Cassida margaritacea – tarczyk lepnicowy
- Cassida murraea – tarczyk omanowy
- Cassida nebulosa – tarczyk mgławy
- Cassida nobilis – tarczyk złotosmugi
- Cassida pannonica
- Cassida panzeri – tarczyk wężymord
- Cassida prasina
- Cassida rubiginosa – tarczyk ostowy
- Cassida rufovirens – tarczyk różowoplamy
- Cassida sanguinolenta – tarczyk krwawnikowy
- Cassida sanguinosa – tarczyk wrotyczowy
- Cassida seladonia
- Cassida stigmatica – tarczyk naznaczony
- Cassida subreticulata – tarczyk pozłacany
- Cassida vibex – tarczyk łopianowy
- Cassida viridis – tarczyk zielony
- Cassida vittata – tarczyk komosowy
- Hispa atra – ociernica czarna
- Hypocassida subferruginea – tarczyk powojowy
- Pilemostoma fastuosum

#### Zmróżki(Cryptocephalinae)
- Cheilotoma musciformis – zaciętka
- Clytra laeviuscula – moszenica wierzbówka
- Clytra quadripunctata – moszenica czterokropka
- Coptocephala rubicunda – głowienka szkarłatka
- Coptocephala scopolina – głowienka marchwiówka
- Coptocephala unifasciata – głowienka baldaszkówka
- Cryptocephalus androgyne
- Cryptocephalus anticus – zmróżka ściółkówka
- Cryptocephalus aureolus
- Cryptocephalus bameuli
- Cryptocephalus biguttatus
- Cryptocephalus bilineatus – zmróżka złocieniowa
- Cryptocephalus bipunctatus
- Cryptocephalus carpathicus
- Cryptocephalus chrysopus – zmróżka klejnotka
- Cryptocephalus connexus
- Cryptocephalus cordiger – zmróżka sercówka
- Cryptocephalus coryli – zmróżka leszczynowa
- Cryptocephalus decemmaculatus – zmróżka dziesięcioplamka
- Cryptocephalus distinguendus
- Cryptocephalus elegantulus
- Cryptocephalus exiguus
- Cryptocephalus flavipes
- Cryptocephalus frenatus – zmróżka olchowa
- Cryptocephalus frontalis
- Cryptocephalus fulvus – zmróżka żółtawa
- Cryptocephalus hypochaeridis – zmróżka astrowata
- Cryptocephalus imperialis
- Cryptocephalus janthinus
- Cryptocephalus labiatus
- Cryptocephalus laetus
- Cryptocephalus macellus
- Cryptocephalus marginatus
- Cryptocephalus moraei – zmróżka dziurawcówka
- Cryptocephalus nitidulus
- Cryptocephalus nitidus
- Cryptocephalus ocellatus
- Cryptocephalus ochroleucus
- Cryptocephalus octomaculatus
- Cryptocephalus octopunctatus – zmróżka ośmioplamka
- Cryptocephalus pallifrons
- Cryptocephalus parvulus
- Cryptocephalus pini – zmróżka sosnowa
- Cryptocephalus populi
- Cryptocephalus punctiger
- Cryptocephalus pusillus
- Cryptocephalus quadriguttatus
- Cryptocephalus quadripustulatus
- Cryptocephalus querceti
- Cryptocephalus quinquepunctatus – zmróżka pięcioplamka
- Cryptocephalus rufipes
- Cryptocephalus saliceti
- Cryptocephalus schaefferi – zmróżka głogówka
- Cryptocephalus sericeus – zmróżka złotawa
- Cryptocephalus sexpunctatus – zmróżka sześcioplamka
- Cryptocephalus signatifrons
- Cryptocephalus solivagus
- Cryptocephalus strigosus
- Cryptocephalus transcaucasicus
- Cryptocephalus variegatus
- Cryptocephalus violaceus
- Cryptocephalus virens
- Cryptocephalus vittatus – zmróżka paskowana
- Labidostomis cyanicornis
- Labidostomis humeralis – nawarżka okazała
- Labidostomis longimana – nawarżka długonoga
- Labidostomis lucida
- Labidostomis tridentata
- Lachnaia sexpunctata – morna mrowiskowa
- Pachybrachis fimbriolatus
- Pachybrachis hieroglyphicus – uwalec wierzbowiec
- Pachybrachis hippophaes
- Pachybrachis picus
- Pachybrachis sinuatus – uwalec pontyjski
- Pachybrachis tessellatus
- Smaragdina affinis – szmaragdówka czeremchówka
- Smaragdina aurita – szmaragdówka leszczynówka
- Smaragdina flavicollis
- Smaragdina salicina – szmaragdówka wierzbówka

### Ścierowate(Mycetophagidae)
W Polsce stwierdzono 15 gatunków:
- Berginus tamarisci
- Litargus balteatus
- Litargus connexus – wtłoczek grzybiarczyk
- Mycetophagus ater
- Mycetophagus atomarius – ścier grzybojad
- Mycetophagus decempunctatus – ścier dziesięcioplamek
- Mycetophagus fulvicollis – ścier żółtorogi
- Mycetophagus multipunctatus – ścier wieloplamek
- Mycetophagus piceus – ścier żółtoplamek
- Mycetophagus populi
- Mycetophagus quadriguttatus – ścier pleśniakowiec
- Mycetophagus quadripustulatus – ścier czterokropek
- Triphyllus bicolor
- Typhaea haagi
- Typhaea stercorea – rogożnica

### Ślimacznikowate(Drilidae)
W Polsce stwierdzono 1 gatunek:
- Drilus concolor

### Śniadkowate(Melandryidae)
W Polsce stwierdzono 27 gatunków:

- Abdera affinis
- Abdera flexuosa
- Anisoxya fuscula
- Conopalpus testaceus
- Dircaea australis
- Dircaea quadriguttata
- Dolotarsus lividus
- Hypulus bifasciatus
- Hypulus quercinus – wrężynek dębowiec
- Melandrya barbata – śniadek czerwononogi
- Melandrya caraboides – śniadek biegaczowaty
- Melandrya dubia – śniadek czerniec
- Orchesia blandula
- Orchesia fasciata
- Orchesia fusiformis
- Orchesia luteipalpis
- Orchesia micans
- Orchesia minor
- Orchesia undulata
- Osphya bipunctata
- Phloiotrya rufipes
- Phryganophilus auritus
- Phryganophilus ruficollis – konarek tajgowy
- Serropalpus barbatus – głaszczyn brodaty
- Wanachia triguttata
- Xylita laevigata
- Zilora obscura

### Świetlikowate(Lampyridae)
W Polsce stwierdzono 3 gatunki:
- Lamprohiza splendidula – iskrzyk
- Lampyris noctiluca – świetlik świętojański
- Phosphaenus hemipterus – świeciuch

### Tetratomidae
W Polsce stwierdzono 6 gatunków:
- Eustrophus dermestoides
- Hallomenus axillaris
- Hallomenus binotatus
- Mycetoma suturale
- Tetratoma ancora
- Tetratoma fungorum

### Trąbiki(Salpingidae)
W Polsce stwierdzono 15 gatunków:
- korolubek (Aglenus brunneus)
- Cariderus aeneus
- Colposis mutilatus
- Lissodema cursor
- Lissodema denticolle
- Rabocerus foveolatus
- Rabocerus gabrieli
- Salpingus planirostris – nosacz podkorowy
- Salpingus ruficollis – nosacz ryjkowcowaty
- Sphaeriestes aeratus
- Sphaeriestes bimaculatus
- Sphaeriestes castaneus
- Sphaeriestes reyi
- Sphaeriestes stockmanni
- Vincenzellus ruficollis

### Tutkarzowate(Rhynchitidae)
W Polsce stwierdzono 25 gatunków:

- Auletobius sanguisorbae
- Byctiscus betulae – tutkarz cygarowiec, zdobnik brzozowiec
- Byctiscus populi – tutkarz topolowiec, tutkarz osinowiec, zdobnik topolowiec
- Caenorhinus mannerheimii
- Chonostropheus tristis
- Deporaus betulae – tutkarz brzozowiec, zwijacz brzozowiec
- Eomesauletes politus
- Involvulus caeruleus – tutkarz gałązkowiec
- Involvulus cupreus – tutkarz śliwowiec
- Involvulus pubescens
- Lasiorhynchites caeruleocephalus
- Lasiorhynchites cavifrons
- Lasiorhynchites olivaceus
- Lasiorhynchites sericeus
- Mecorhis aethiops
- Neocoenorrhinus germanicus – tutkarz truskawkowiec
- Neocoenorrhinus interpunctatus
- Neocoenorrhinus minutus – tutkarz włochatek
- Neocoenorrhinus pauxillus – tutkarz ogonkowiec
- Rhynchites auratus – tutkarz złociak
- Rhynchites bacchus – tutkarz bachusek
- Tatianaerhynchites aequatus – tutkarz lakowiec
- Temnocerus coeruleus – tutkarz iwowiec
- Temnocerus longiceps
- Temnocerus nanus – tutkarz pączkowiec

### Wachlarzykowate(Ripiphoridae)
W Polsce stwierdzono 3 gatunki:
- Metoecus paradoxus – sąsiad dziwaczek
- Pelecotoma fennica
- Ripidius quadriceps

### Wodopływkowate(Hydrochidae)
W Polsce stwierdzono 7 gatunków:
- Hydrochus angustatus
- Hydrochus brevis
- Hydrochus crenatus – wodopływek żeberkowany
- Hydrochus elongatus
- Hydrochus flavipennis
- Hydrochus ignicollis
- Hydrochus megaphallus

### Wydolakowate(Bothrideridae)
W Polsce stwierdzono 7 gatunków:
- Anommatus duodecimstriatus
- Anommatus pannonicus
- Bothrideres bipunctatus
- Oxylaemus cylindricus
- Oxylaemus variolosus
- Teredus cylindricus
- Teredus opacus

### Wygłodkowate(Endomychidae)
W Polsce stwierdzono 10 gatunków:
- Dapsa denticollis
- Endomychus coccineus – wygłodek biedronkowaty
- Holoparamecus caularum
- Leiestes seminiger
- Lycoperdina bovistae
- Lycoperdina succincta
- Mycetaea subterranea
- Mycetina cruciata – niepokazek krzyżnik
- Symbiotes gibberosus
- Symbiotes latus

### Wygonakowate(Ochodaeidae)
W Polsce stwierdzono 1 gatunek:
- Ochodaeus chrysomeloides – wygonak zmierzchowy

### Wymiecinkowate(Latridiidae)
W Polsce stwierdzono 70 gatunków:

- Cartodere constricta
- Cartodere nodifer
- Corticaria alleni
- Corticaria bella
- Corticaria crenulata
- Corticaria elongata
- Corticaria fagi
- Corticaria ferruginea
- Corticaria foveola
- Corticaria fulva
- Corticaria impressa
- Corticaria inconspicua
- Corticaria interstitialis
- Corticaria lapponica
- Corticaria lateritia
- Corticaria longicollis
- Corticaria longicornis
- Corticaria obscura
- Corticaria orbicollis
- Corticaria polypori
- Corticaria porochini
- Corticaria pubescens
- Corticaria rubripes
- Corticaria saginata
- Corticaria serrata
- Corticaria umbilicata
- Corticarina curta
- Corticarina lambiana
- Corticarina latipennis
- Corticarina minuta
- Corticarina parvula
- Corticarina similata
- Corticarina truncatella
- Cortinicara gibbosa
- Dienerella argus
- Dienerella clathrata
- Dienerella costulata
- Dienerella elegans
- Dienerella filiformis
- Dienerella filum – zdrobnik pleśniowy
- Dienerella ruficollis
- Dienerella vincenti
- Enicmus amici
- Enicmus atriceps
- Enicmus brevicornis
- Enicmus fungicola
- Enicmus histrio
- Enicmus rugosus
- Enicmus testaceus
- Enicmus transversus
- Euchionellus zanzibaricus
- Latridius assimilis
- Latridius brevicollis
- Latridius consimilis
- Latridius gemellatus
- Latridius hirtus
- Latridius minutus
- Latridius porcatus
- Melanophthalma distinguenda
- Melanophthalma maura
- Melanophthalma suturalis
- Melanophthalma transversalis
- Migneauxia orientalis
- Stephostethus alternans
- Stephostethus angusticollis
- Stephostethus caucasicus
- Stephostethus lardarius
- Stephostethus pandellei
- Stephostethus rugicollis
- Stephostethus rybinskii
- Thes bergrothi

### Wyślizgowate(Scirtidae)
W Polsce stwierdzono 22 gatunki:

- Cyphon coarctatus
- Cyphon hilaris
- Cyphon kongsbergensis
- Cyphon laevipennis
- Cyphon ochraceus
- Cyphon padi
- Cyphon palustris
- Cyphon pubescens
- Cyphon punctipennis
- Cyphon ruficeps
- Cyphon variabilis
- Elodes johni
- Elodes minuta – wyślizg drobny
- Elodes pseudominuta
- Elodes tricuspis
- Hydrocyphon deflexicollis
- Microcara testacea
- Odeles marginata
- Prionocyphon serricornis
- Sacodes flavicollis
- Scirtes haemisphaericus – hulaczek ciemny
- Scirtes orbicularis – hulaczek żółty

### Zadrzewkowate(Erotylidae)
W Polsce stwierdzono 16 gatunków:
- Combocerus glaber
- Cryptophilus integer
- Dacne bipustulata
- Dacne notata
- Dacne rufifrons
- Triplax aenea – oparstnik kruszcowy
- Triplax carpathica
- Triplax collaris
- Triplax elongata
- Triplax lepida – oparstnik kniejnik
- Triplax rufipes – oparstnik czerwonawy
- Triplax russica – oparstnik hubożer
- Triplax scutellaris
- Tritoma bipustulata – zawartka krasnoplamka
- Tritoma subbasalis
- Zavaljus brunneus

### Zalęszczycowate(Oedemeridae)
W Polsce stwierdzono 22 gatunki:

- Anogcodes fulvicollis – potrzyżyłek górówka
- Anogcodes melanurus – potrzyżyłek dereniak
- Anogcodes rufiventris
- Anogcodes ustulatus – potrzyżyłek kózkowaty
- Calopus serraticornis – pniakowiec piłkorożny
- Chrysanthia geniculata – przyzłotka zmiennobarwna
- Chrysanthia viridissima – przyzłotka zielona
- Ischnomera caerulea
- Ischnomera cinerascens
- Ischnomera cyanea
- Ischnomera sanguinicollis
- Nacerdes carniolica
- Nacerdes melanura
- Oedemera croceicollis
- Oedemera femorata – zalęszczyca grubouda
- Oedemera flavipes – zalęszczyca kózkowata
- Oedemera lurida – zalęszczyca drobna
- Oedemera monticola
- Oedemera podagrariae – zalęszczyca żółtawa
- Oedemera pthysica
- Oedemera subrobusta
- Oedemera virescens – zalęszczyca zielona

### Zatęchlakowate(Cryptophagidae)
W Polsce stwierdzono 115 gatunków:

- Antherophagus pallens – kłosowiec blady
- Antherophagus silaceus
- Antherophagus similis
- Atomaria abietina
- Atomaria affinis
- Atomaria alpina
- Atomaria analis
- Atomaria apicalis
- Atomaria atra
- Atomaria atrata
- Atomaria atricapilla
- Atomaria attila
- Atomaria badia
- Atomaria basalis
- Atomaria bella
- Atomaria bescidica
- Atomaria clavigera
- Atomaria diluta
- Atomaria elongatula
- Atomaria fimetaria
- Atomaria fuscata
- Atomaria fuscipes
- Atomaria gibbula
- Atomaria gravidula
- Atomaria gutta
- Atomaria impressa
- Atomaria lewisi
- Atomaria linearis
- Atomaria lohsei
- Atomaria longicornis
- Atomaria mesomela
- Atomaria morio
- Atomaria munda
- Atomaria nigripennis
- Atomaria nigrirostris
- Atomaria nigriventris
- Atomaria ornata
- Atomaria peltata
- Atomaria plicata
- Atomaria pulchra
- Atomaria puncticollis
- Atomaria punctithorax
- Atomaria pusilla
- Atomaria rubella
- Atomaria rubida
- Atomaria rubricollis
- Atomaria soror
- Atomaria testacea
- Atomaria turgida
- Atomaria umbrina
- Atomaria versicolor
- Atomaria vespertina
- Atomaria zetterstedti
- Caenoscelis ferruginea
- Caenoscelis sibirica
- Caenoscelis subdeplanata
- Cryptophagus acutangulus
- Cryptophagus badius
- Cryptophagus cellaris
- Cryptophagus confusus
- Cryptophagus croaticus
- Cryptophagus cylindrellus
- Cryptophagus dentatus
- Cryptophagus denticulatus
- Cryptophagus dilutus
- Cryptophagus distinguendus
- Cryptophagus dorsalis
- Cryptophagus fallax
- Cryptophagus fuscicornis
- Cryptophagus inaequalis
- Cryptophagus intermedius
- Cryptophagus labilis
- Cryptophagus lapponicus
- Cryptophagus laticollis
- Cryptophagus lycoperdi
- Cryptophagus micaceus
- Cryptophagus montanus
- Cryptophagus pallidus
- Cryptophagus parallelus
- Cryptophagus populi
- Cryptophagus pubescens
- Cryptophagus punctipennis
- Cryptophagus quercinus
- Cryptophagus reflexicollis
- Cryptophagus reflexus
- Cryptophagus saginatus
- Cryptophagus scanicus
- Cryptophagus schmidtii
- Cryptophagus scutellatus
- Cryptophagus setulosus
- Cryptophagus sporadum
- Cryptophagus subdepressus
- Cryptophagus subfumatus
- Cryptophagus uncinatus
- Curelius exiguus
- Ephistemus globulus
- Ephistemus reitteri
- Henoticus serratus
- Hypocoprus latridioides
- Micrambe abietis
- Micrambe bimaculata
- Micrambe lindbergorum
- Micrambe longitarsis
- Micrambe pilosula
- Micrambe ulicis
- Ootypus globosus
- Paramecosoma melanocephalum
- Pteryngium crenatum
- Spavius glaber
- Sternodea baudii
- Telmatophilus brevicollis
- Telmatophilus caricis
- Telmatophilus schonherrii
- Telmatophilus sparganii
- Telmatophilus typhae

### Zgniotkowate(Cucujidae)
W Polsce stwierdzono 5 gatunków:
- Cucujus cinnaberinus – zgniotek cynobrowy
- Cucujus haematodes – zgniotek szkarłatny
- Pediacus depressus
- Pediacus dermestoides
- Pediacus fuscus

### Ziemioryjkowate(Georissidae)
W Polsce stwierdzono 1 gatunek:
- Georissus crenulatus